# Arquitectura postmoderna

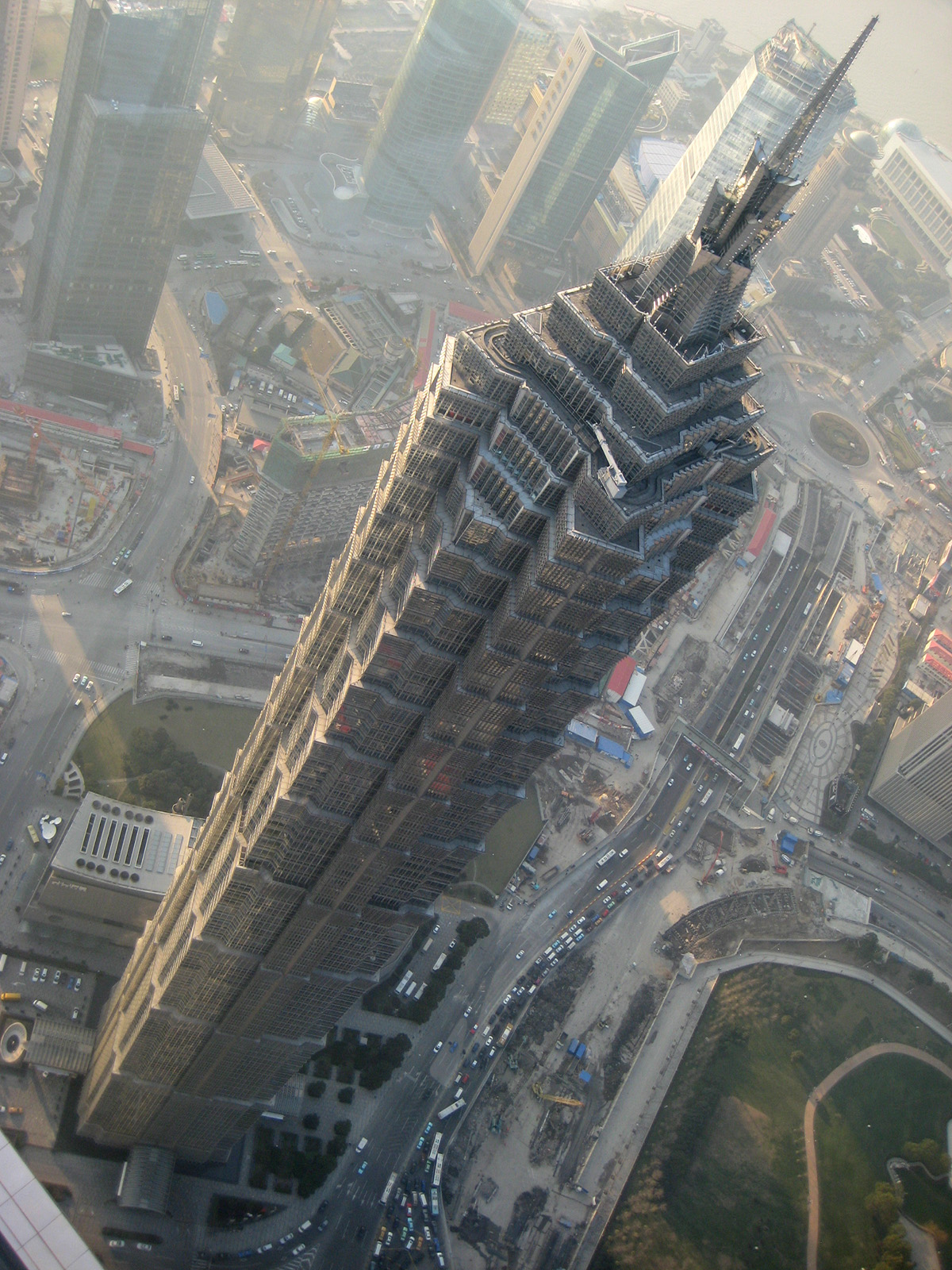
Gratacel Jin Mao vist des del Shanghai World Financial Center SWFC.

L'arquitectura postmoderna és una tendència o moviment arquitectònic que va sorgir a la dècada de 1960 com una reacció contra l'austeritat, la formalitat i la falta de varietat de l'arquitectura moderna, particularment a l'estil internacional defensat per Le Corbusier i Ludwig Mies van der Rohe. El moviment va rebre una doctrina de l'arquitecte i teòric Robert Venturi en el seu llibre de 1966 Complexity and Contradiction in Architecture. L'estil va florir des de la dècada de 1980 fins a la dècada de 1990, particularment en el treball de Venturi, Philip Johnson, Charles Moore i Michael Graves. A la fi de la dècada de 1990 es va dividir en una multitud de noves tendències, inclosa  d'alta tecnologia, el neoclassicisme i el deconstructivisme.

## Orígens
L'arquitectura postmoderna va sorgir a la dècada de 1960 com una reacció contra les deficiències percebudes de l'arquitectura moderna, particularment les seves rígides doctrines, la seva uniformitat, la seva falta d'ornaments i el seu hàbit d'ignorar la història i la cultura de les ciutats on va aparèixer. L'arquitecte i historiador d'arquitectura Robert Venturi va dirigir l'atac el 1966 en el seu llibre Complexity and Contradiction in Architecture. Venturi va resumir el tipus d'arquitectura que volia veure reemplaçar l'arquitectura moderna: 
| « | Parlo d'una arquitectura complexa i contradictòria basada en la riquesa i l'ambigüitat de l'experiència moderna, inclosa aquesta experiència inherent a l'art... Acullo amb grat els problemes i aprofito les incerteses... M'agraden els elements que són híbrids en lloc de «purs, comprometre en lloc de «netejar»,... acomodar en lloc d'excloure... Estic cercant una vitalitat desordenada sobre la unitat òbvia... Prefereixo «tots dos» i «a» o" o», blanc i negre, i de vegades gris, a negre o blanc... Una arquitectura de complexitat i contradicció ha d'encarnar la difícil unitat de la inclusió més que la fàcil unitat de l'exclusió. | » |

En lloc de les doctrines funcionals del modern, Venturi va proposar donar èmfasi primari a la façana, incorporant elements històrics, un ús subtil de materials inusuals i al·lusions històriques, i l'ús de fragmentació i modulacions per fer l'edifici interessant. El segon llibre de Venturi, Learning from Las Vegas (1972), en coautoria amb la seva esposa, Denise Scott Brown i Steven Izenour, va desenvolupar encara més el seu argument contra l'arquitectura moderna. Va instar als arquitectes a prendre en consideració i celebrar l'arquitectura existent en un lloc, en lloc de tractar d'imposar una utopia visionària a partir de les seves pròpies fantasies. Va sostenir que els elements ornamentals i decoratius «s'adapten a les necessitats existents de varietat i comunicació». El llibre va ser instrumental per obrir els ulls dels lectors a noves formes de pensar sobre els edificis, ja que es va basar en tota la història de l'arquitectura, tant vernacle, com històrica o moderna, i en resposta a la famosa màxima de l'obra de Mies van der Rohe, «Menys és més», va respondre Venturi, a «Menys és un avorriment». Venturi va citar els seus propis edificis, Guild House, a Filadèlfia, com a exemples d'un nou estil que acollia la varietat i les referències històriques, sense tornar a la reactivació acadèmica dels vells estils.
A Itàlia, al mateix temps, l'arquitecte Aldo Rossi va llançar una revolta similar, que criticava la reconstrucció de ciutats i edificis italians destruïts durant la guerra en l'estil modern, que no tenien relació amb la història de l'arquitectura, plans del carrer originals o cultura de les ciutats. Rossi va insistir que les ciutats haurien de reconstruir-se de manera que preservessin el seu teixit històric i les seves tradicions locals. Hi va haver idees similars i es van presentar projectes a la Biennal de Venècia en 1980. Christian de Portzamparc a França, Ricardo Bofill a Espanya, i al Japó per Arata Isozaki es van unir al nomenat «per un estil postmodern».

## Edificis i arquitectes postmoderns notables

### Robert Venturi

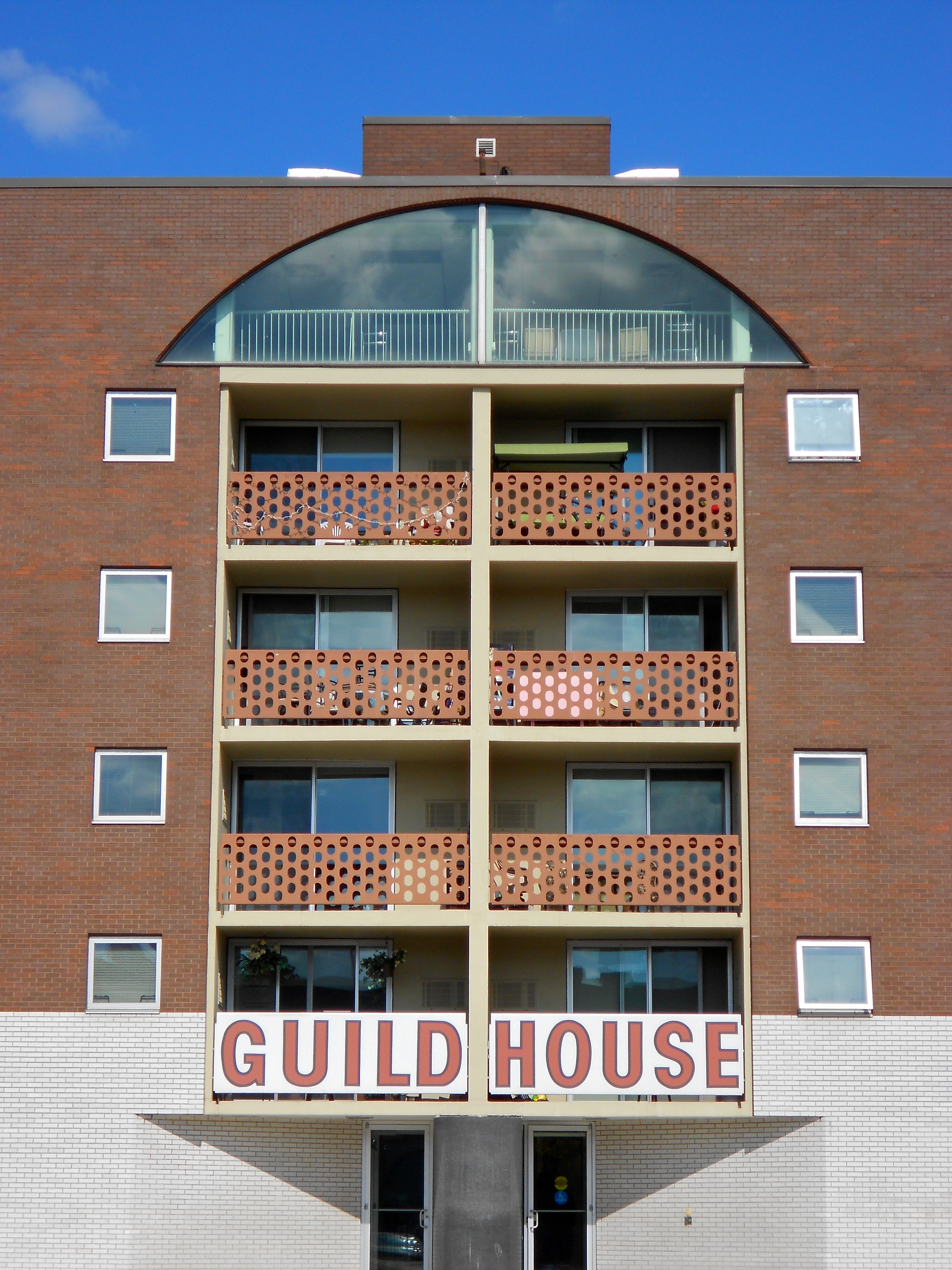
Guild House a Filadèlfia per Robert Venturi (1960-63)
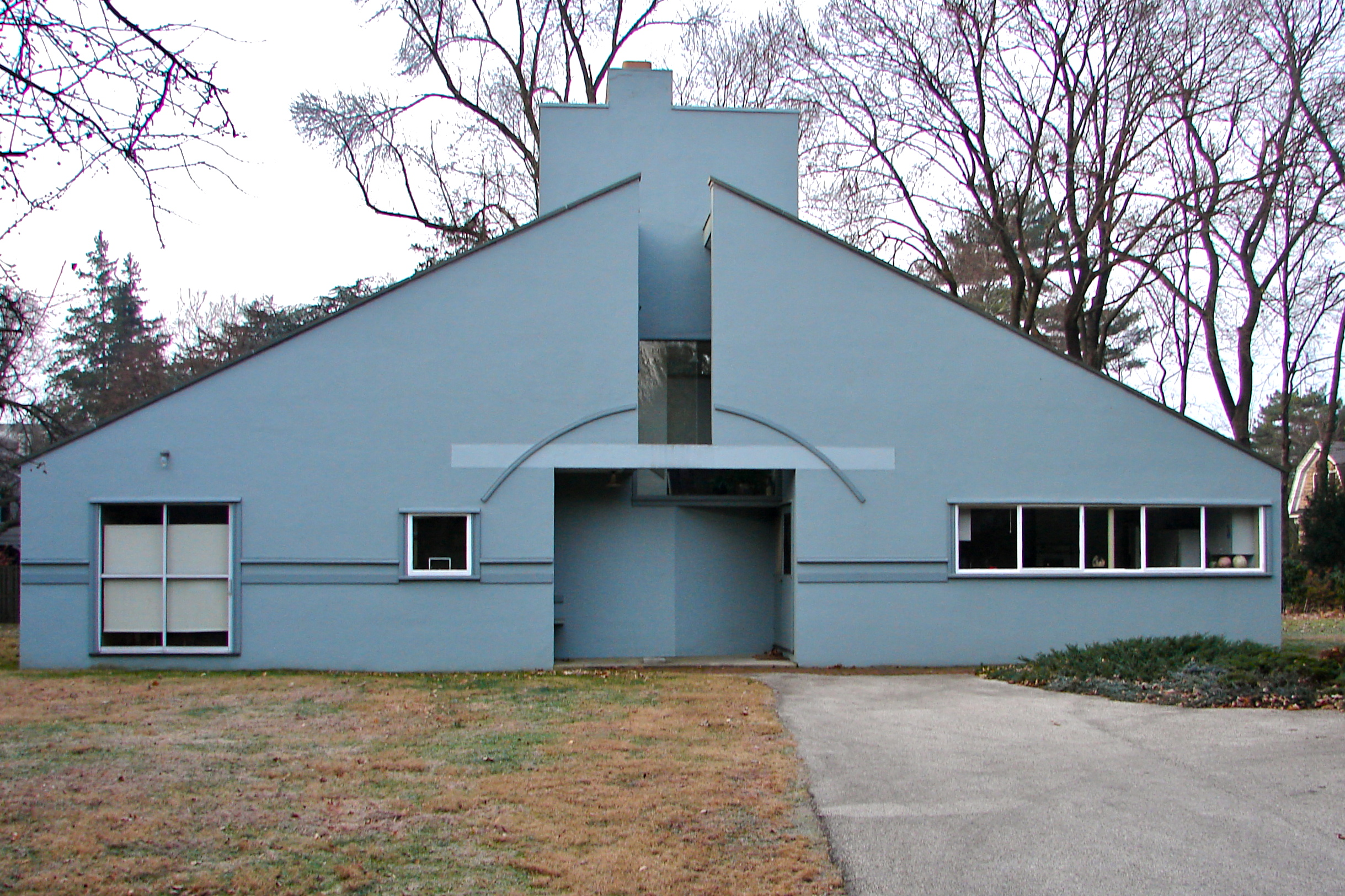
Casa Vanna Venturi per Robert Venturi (1964)
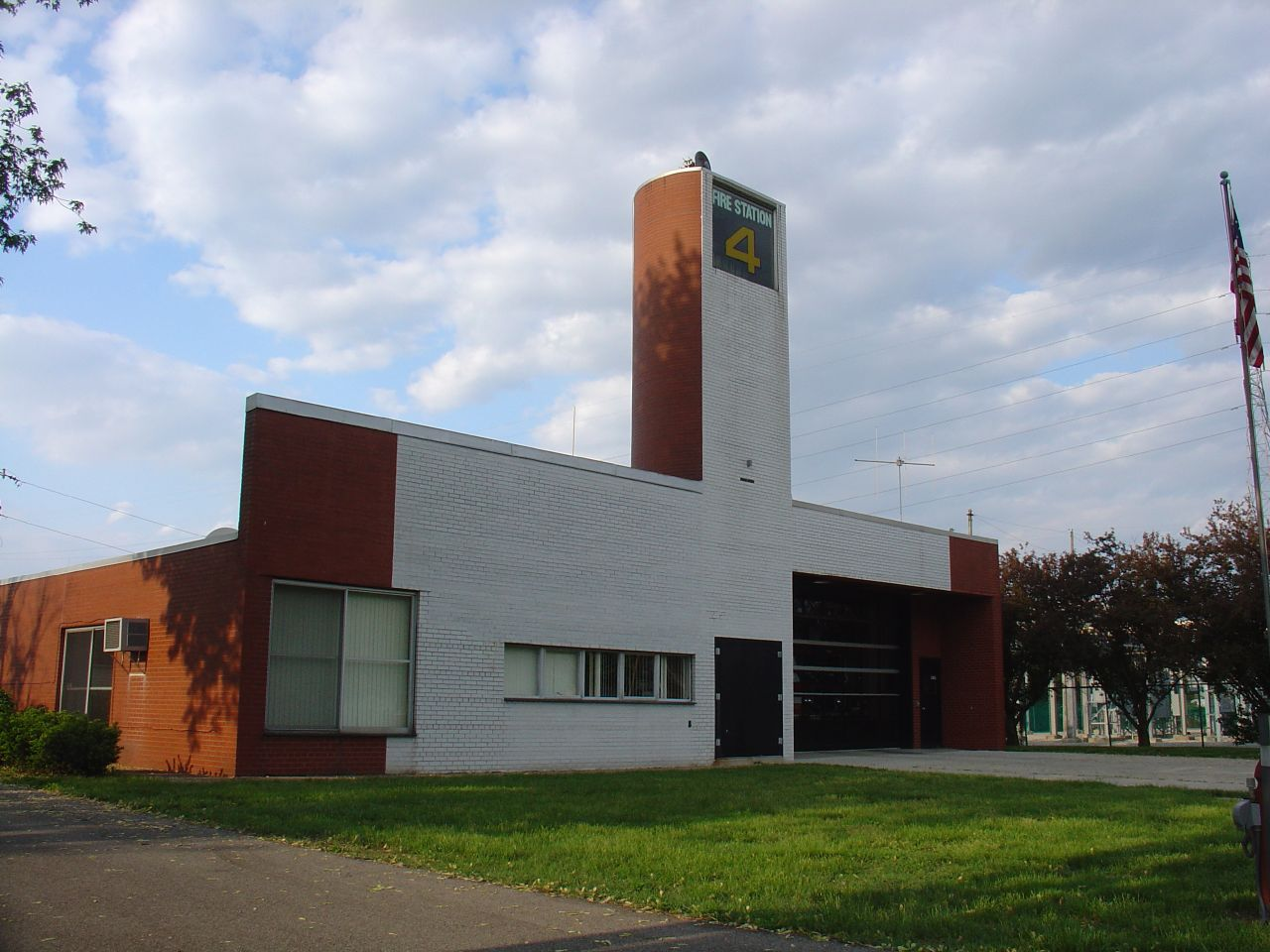
Estació de bombers núm. 4 a Columbus, Indiana (1968)
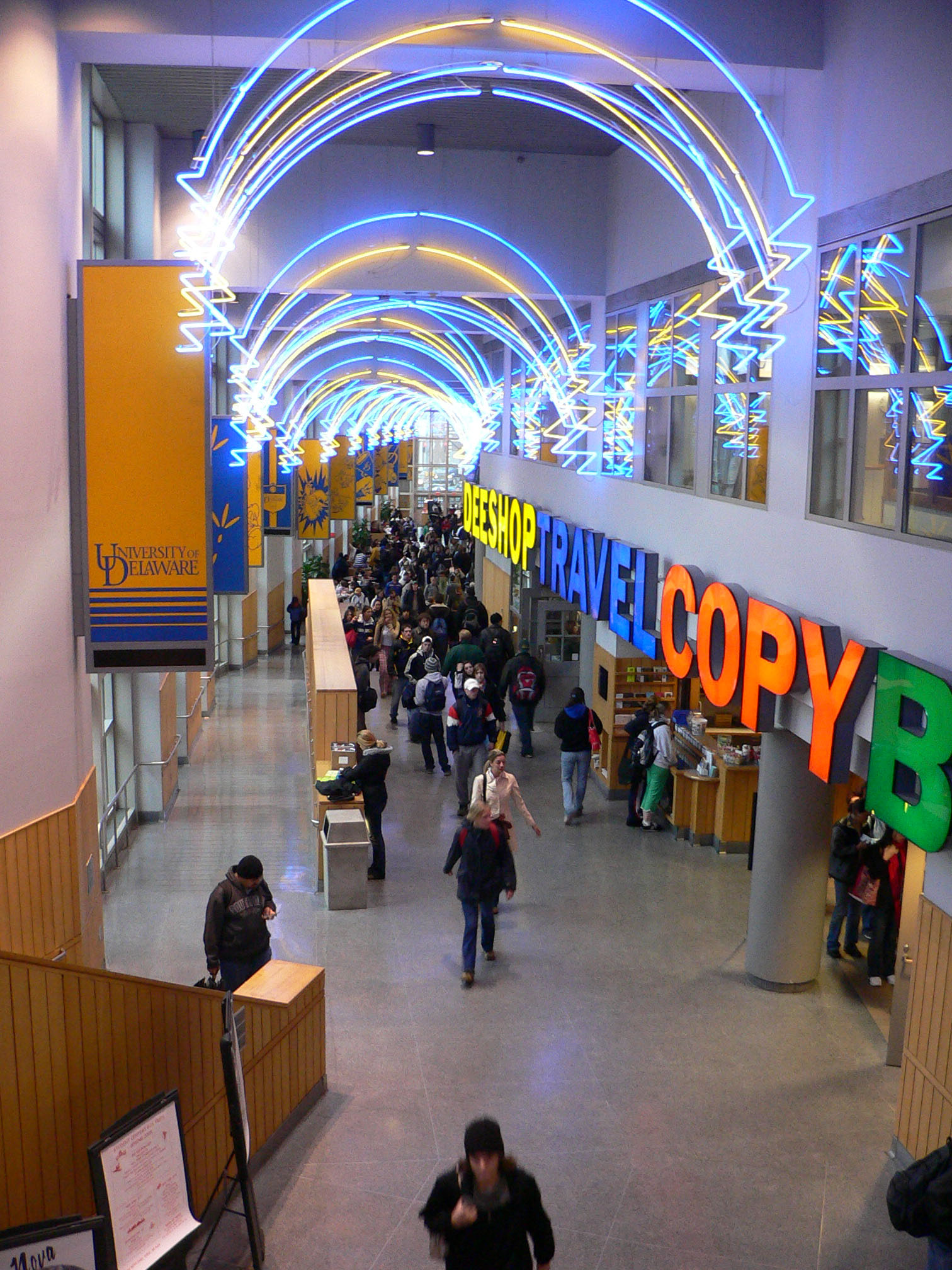
Trabant Center a la Universitat de Delaware a Newark, (1996)
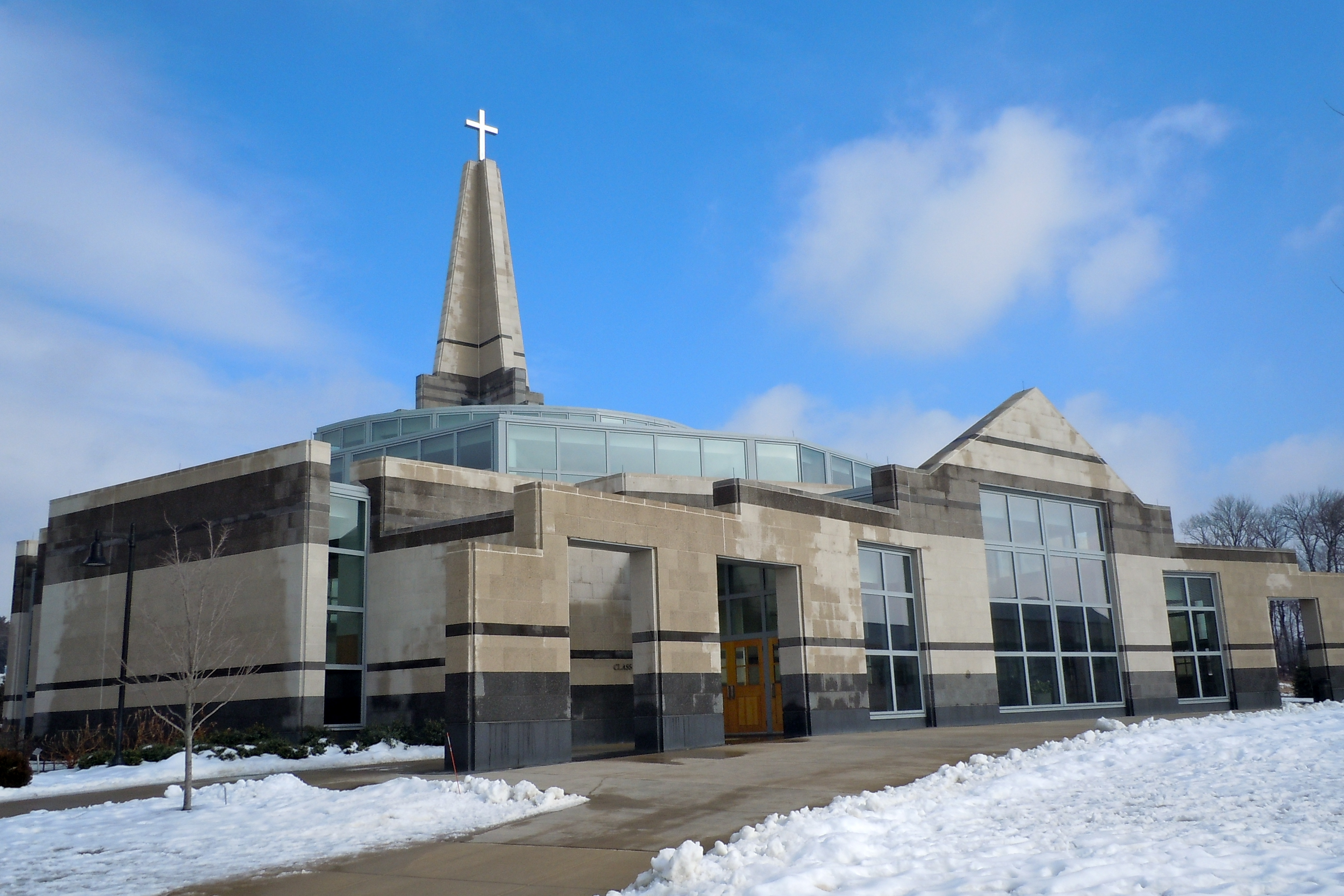
Capella de l'Acadèmia Episcopal

Robert Venturi (nascut el 1925) va ser un destacat teòric de la postmodernitat i un arquitecte els edificis del qual van demostrar les seves idees. Després d'estudiar a l'Acadèmia Americana a Roma, va treballar en les oficines dels arquitectes Eero Saarinen i Louis Kahn fins a 1958, i després va exercir com a professor d'arquitectura a la Universitat Yale. Un dels seus primers edificis va ser la Casa del Gremi a Filadèlfia, construïda entre 1960 i 1963, i una casa per a la seva mare a Chestnut Hill, a Filadèlfia. Aquestes dues cases es van convertir en símbols del moviment postmodern. Va passar a dissenyar, a les dècades de 1960 i 1970, una sèrie d'edificis que van prendre en compte tant els precedents històrics com les idees i formes existents en la vida real de les ciutats que els envoltaven.

### Michael Graves

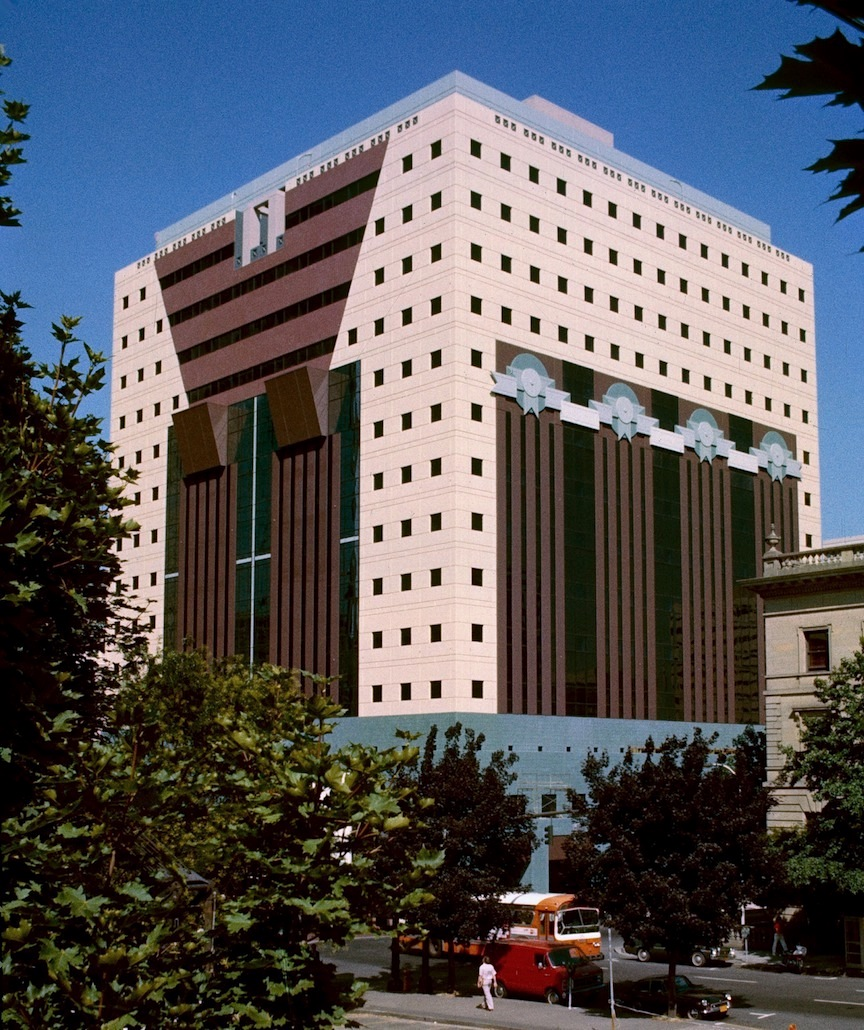
Edifici Pòrtland de Michael Graves (1982)
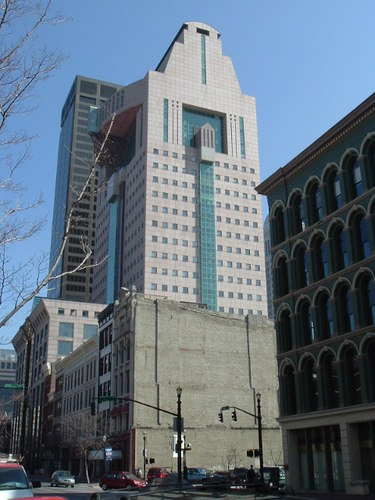
Edifici Humana a Louisville, Kentucky, (1982)
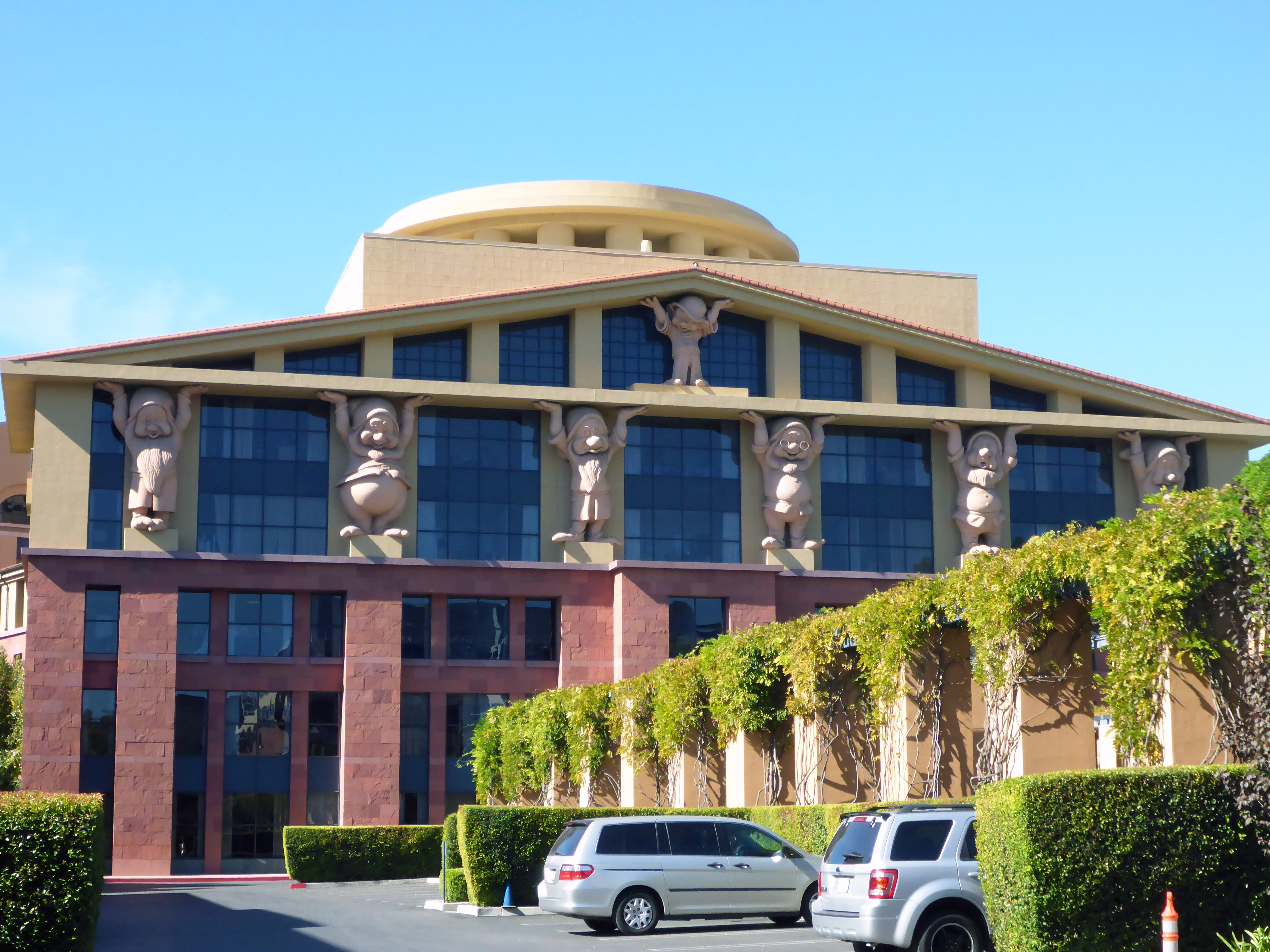
Edifici Team Disney a Burbank, Califòrnia, (1986)
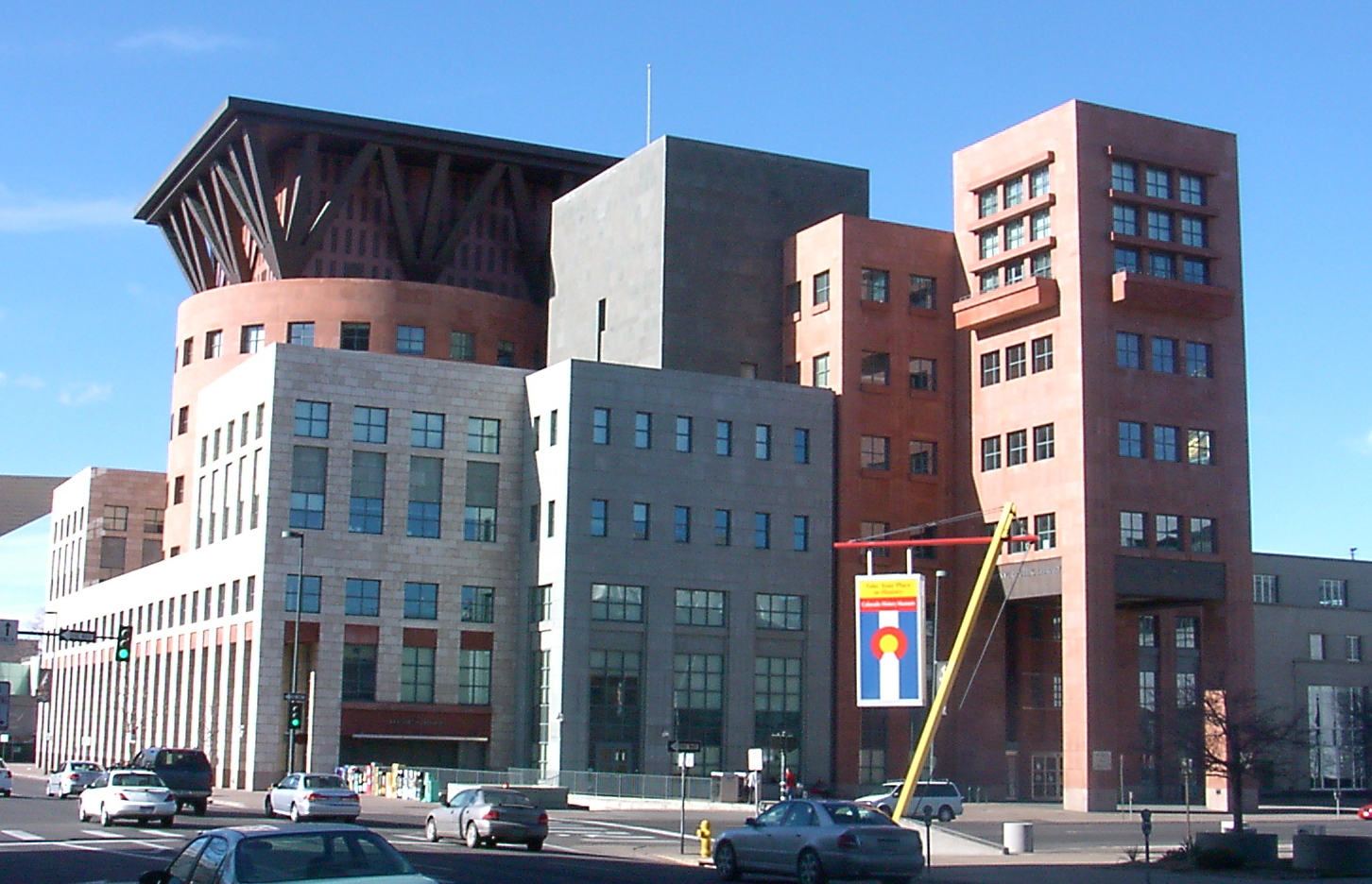
Biblioteca pública de Denver per Michael Graves (1995)

Michael Graves (1934-2015) va dissenyar dos dels edificis més destacats de l'estil postmodern, l'Edifici Pòrtland i la Biblioteca Pública de Denver. Més tard va continuar dissenyant emblemàtics edificis de botigues al detall i al major, de baix cost per a cadenes com Target i JC Penney als Estats Units, que van tenir una gran influència en el disseny d'altres centres comercials. Al començament de la seva carrera, juntament amb Peter Eisenman, Charles Gwathmey, John Hejduk i Richard Meier, va ser considerat com un dels «Cinc de Nova York», un grup de defensors de la puresa de l'arquitectura moderna, però el 1982 es va decantar cap a la postmodernitat amb l'Edifici de Pòrtland, una de les primeres estructures importants en el mencionat estil, el qual ha estat agregat al Registre Nacional de Llocs Històrics.

### Charles Moore

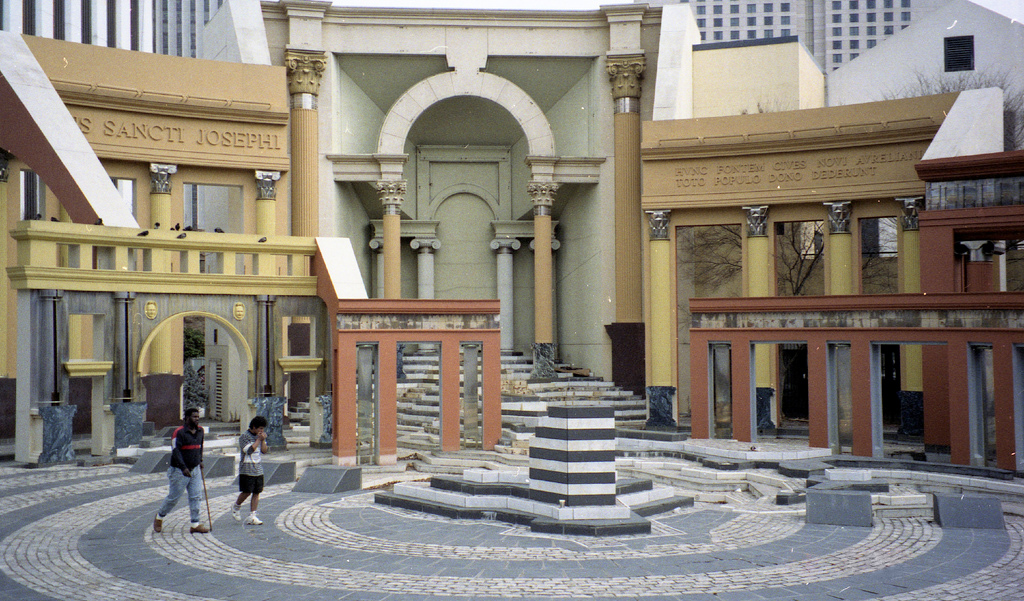
Piazza d'Itàlia a Nova Orleans, per Charles Moore, (1978)
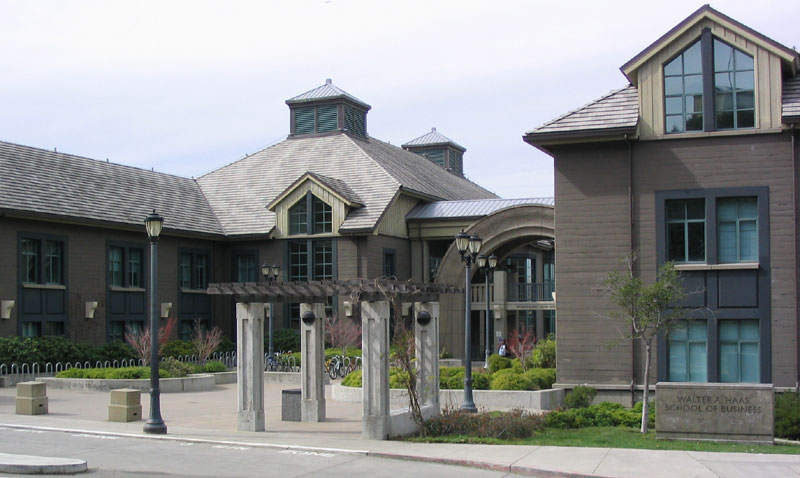
Haas School of Business a la Universitat de Califòrnia a Berkeley, per Charles Moore (1992))
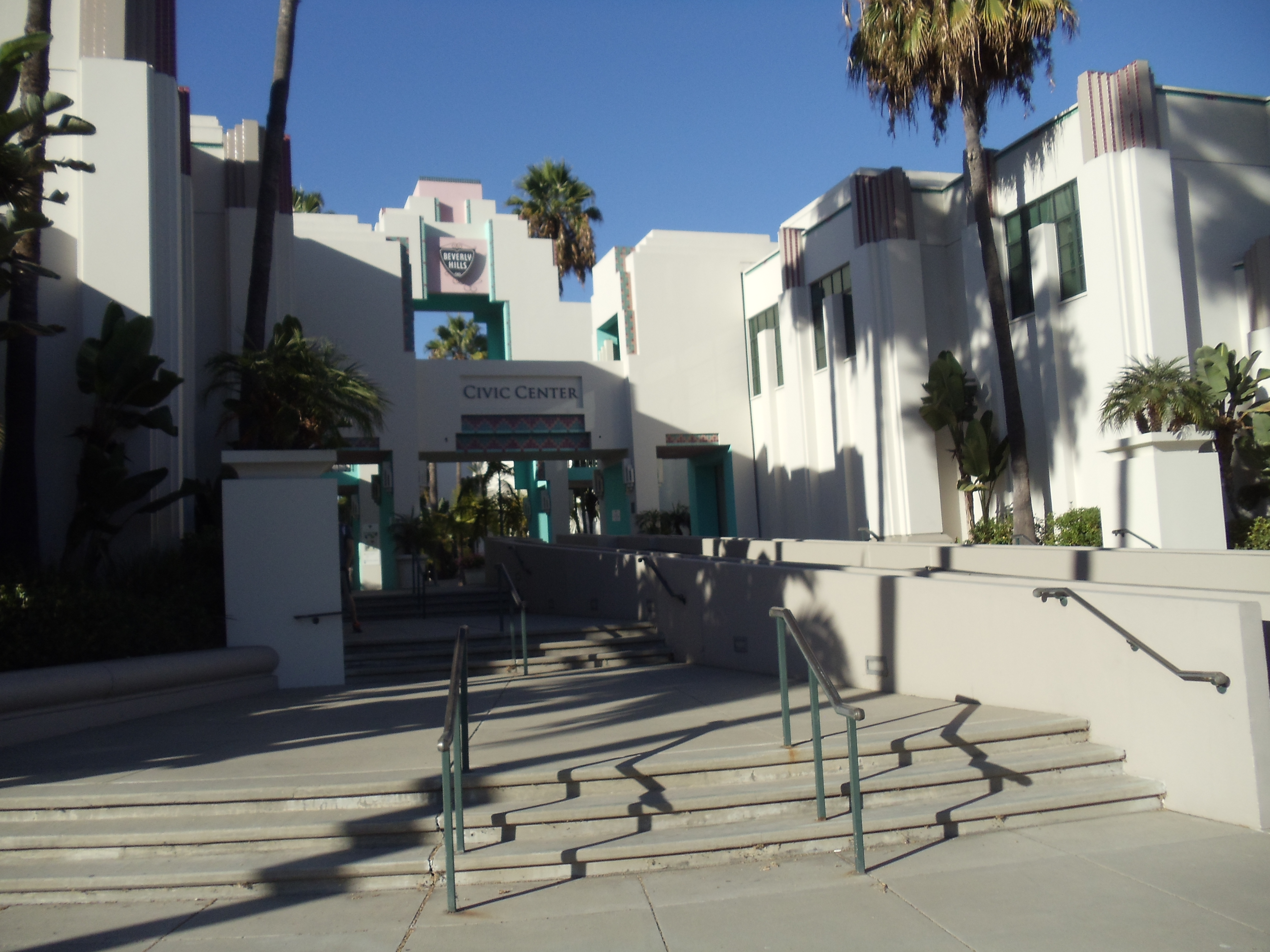
Centre cívic de Beverly Hills per Charles Moore (1990)

L'obra més famosa de l'arquitecte Charles Moore és la Piazza d'Itàlia a Nova Orleans (1978), una plaça pública composta per una exuberant col·lecció de peces de la famosa arquitectura renaixentista italiana. Basant-se en l'Arquitectura del renaixement a Espanya de l'ajuntament, Moore va dissenyar el Centre Cívic de Beverly Hills en una barreja de renaixement espanyol, estil Art déco i estils postmoderns. Inclou patis, columnates, passeigs i edificis, amb espais oberts i semi tancats, escales i balcons.
L'Escola de Negocis Haas de la Universitat de Califòrnia a Berkeley combina amb l'arquitectura neorenaixentista del campus de Berkeley i amb la pintoresca arquitectura residencial de fusta de començaments del segle XX als veïns pujols de Berkeley.

### Philip Johnson

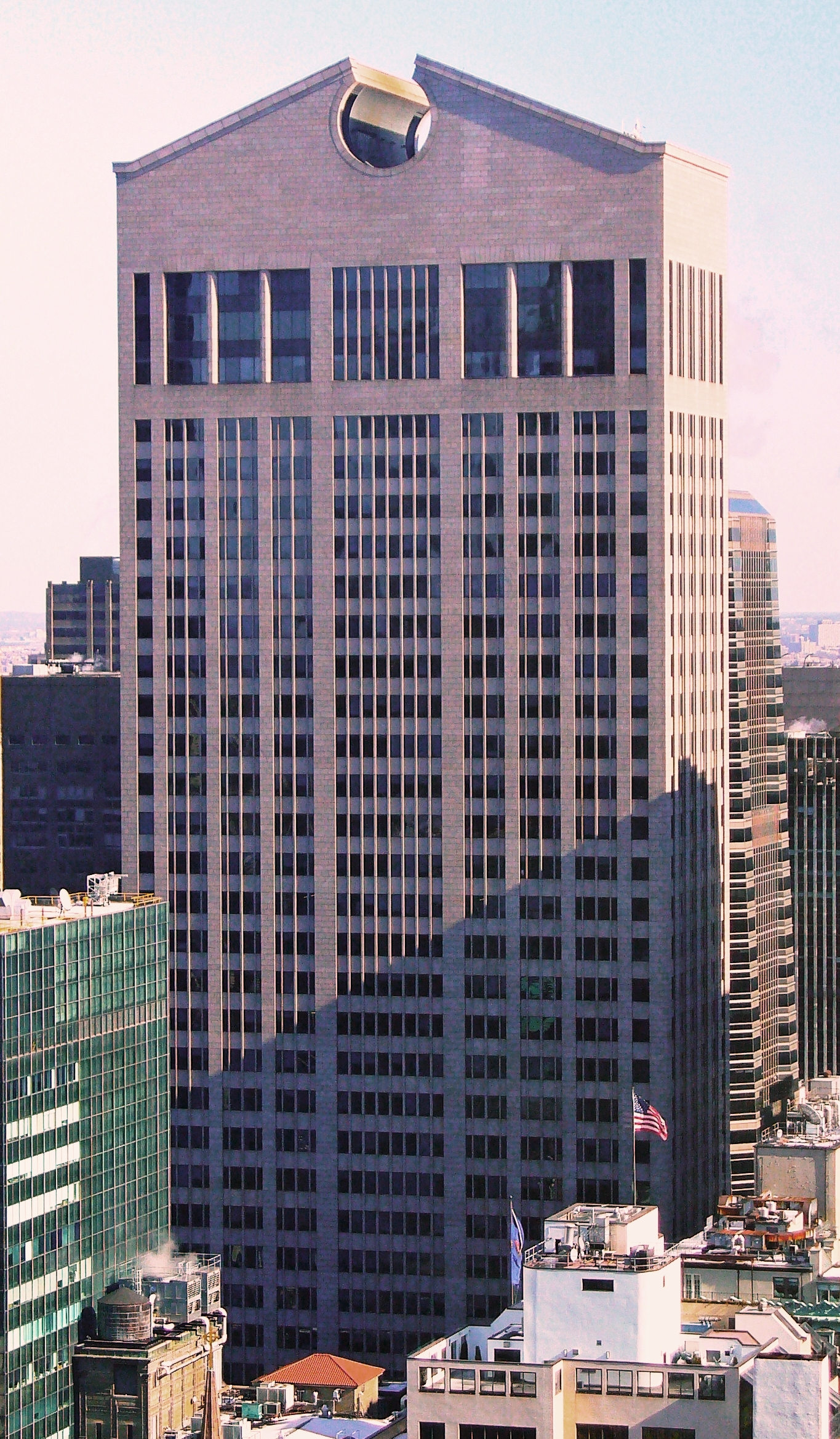
550 Madison Avenue, (anteriorment AT & T Building) per Philip Johnson (1982)
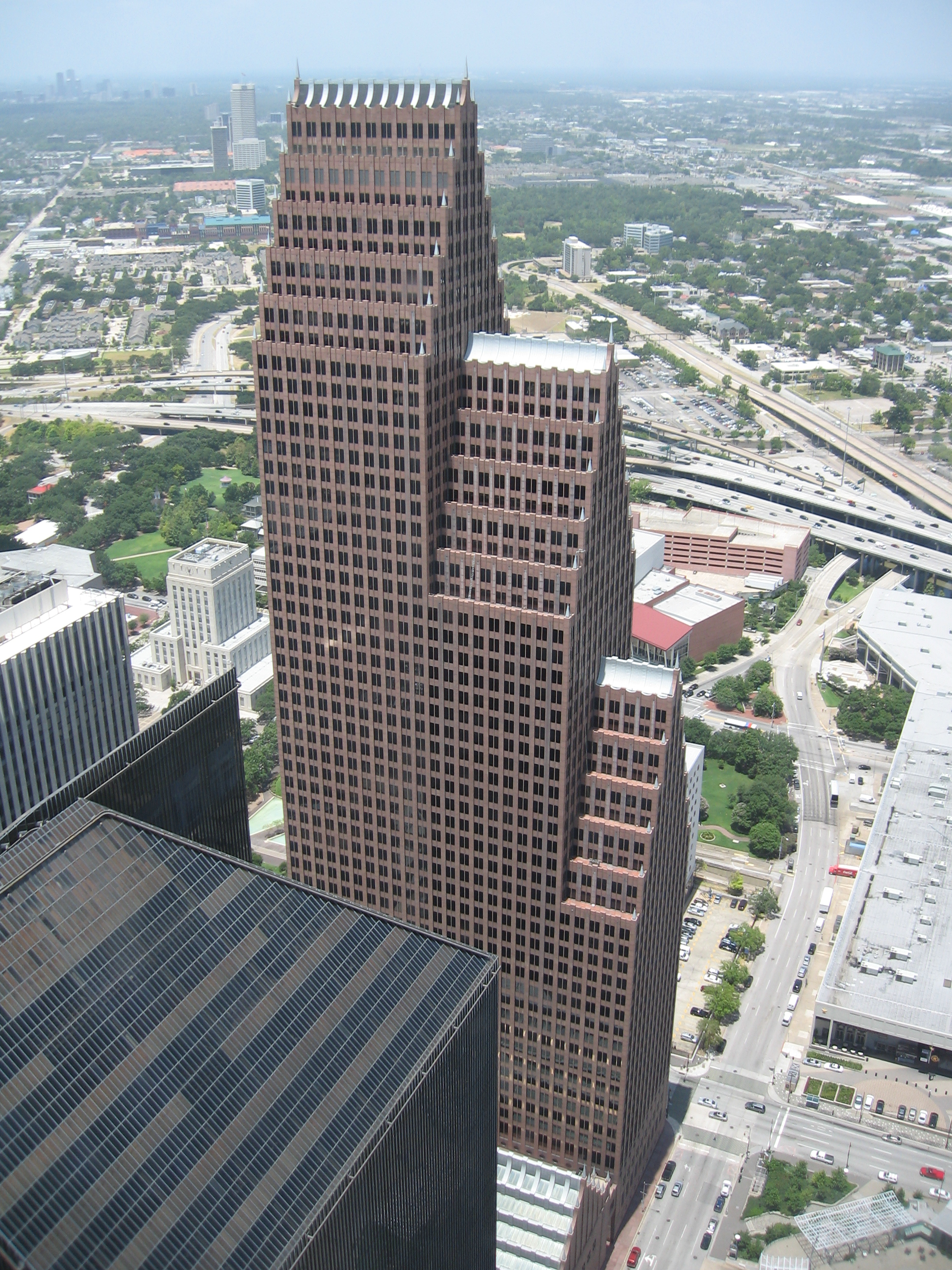
Centre Bank of Amèrica a Houston, Texas (1983)
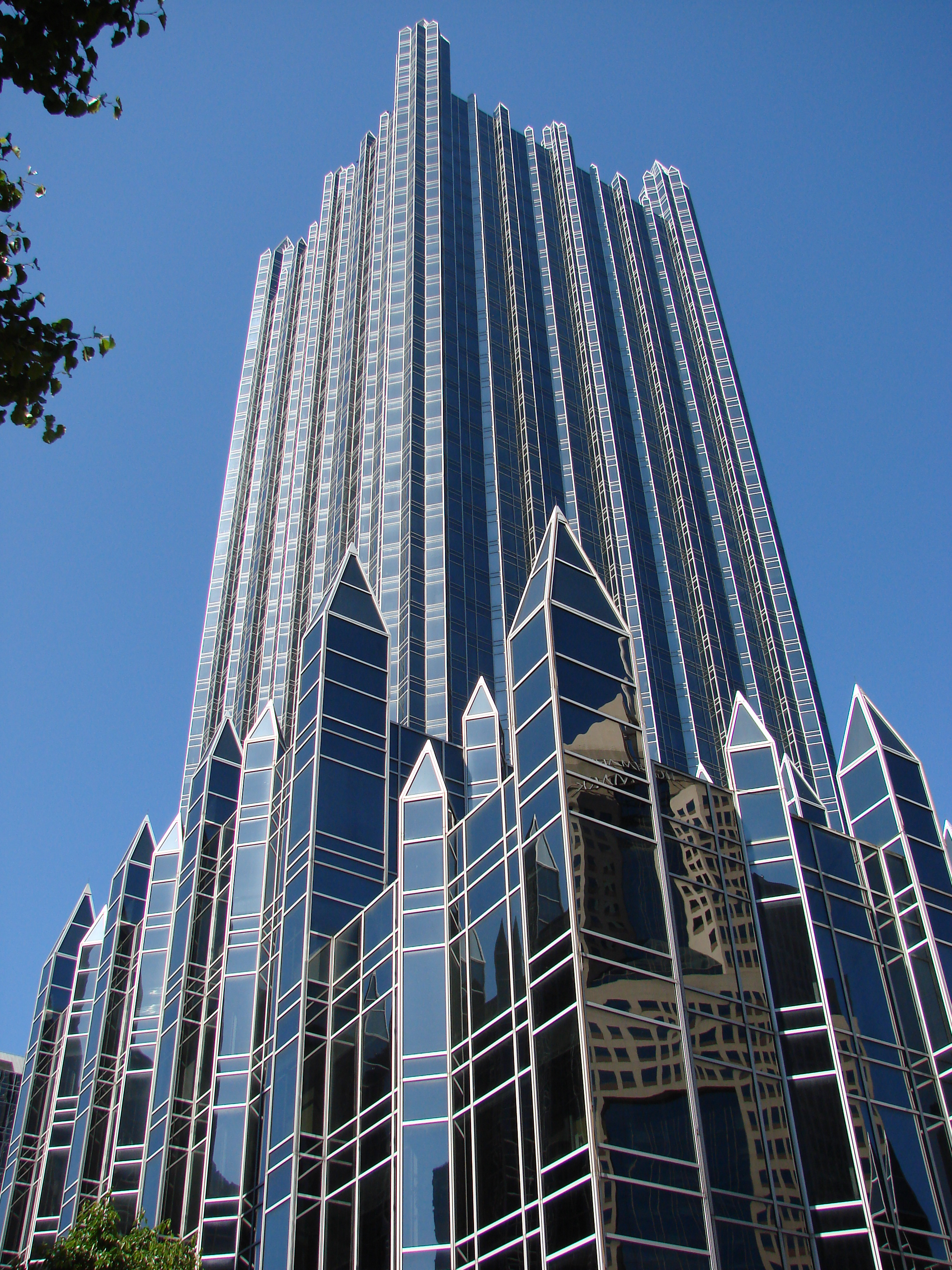
Plaça PPG, Pittsburgh, Pensilvània (1979-1984)
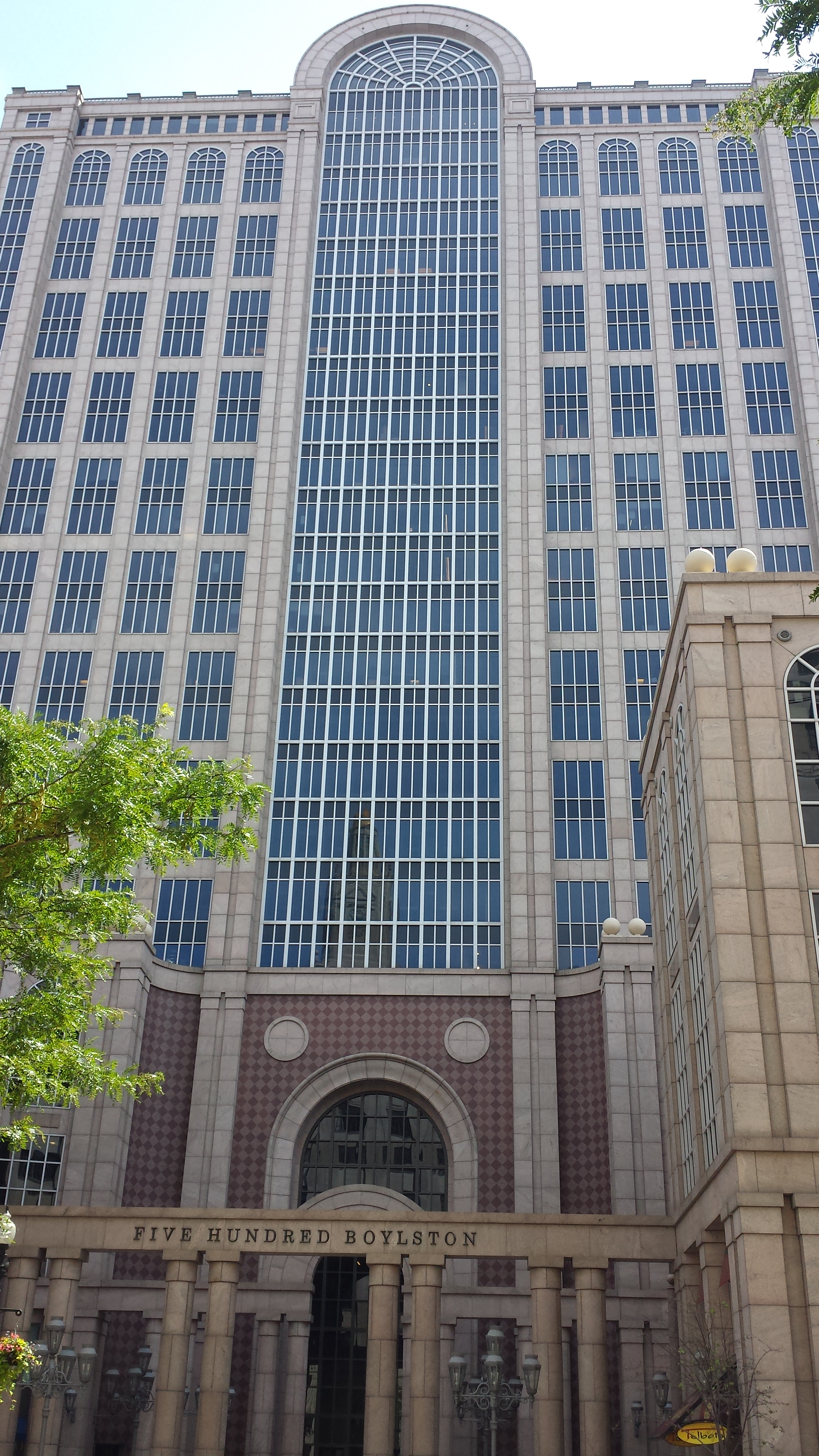
Edifici 500 Boylston Street a Boston, Massachusetts, (1989
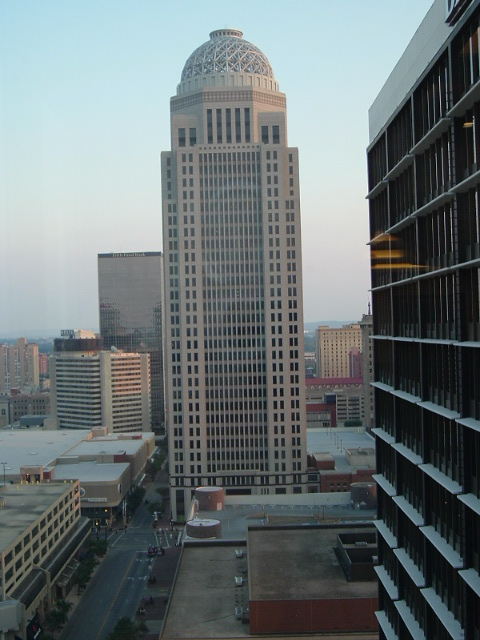
400 West Market a Louisville, Kentucky (1993)
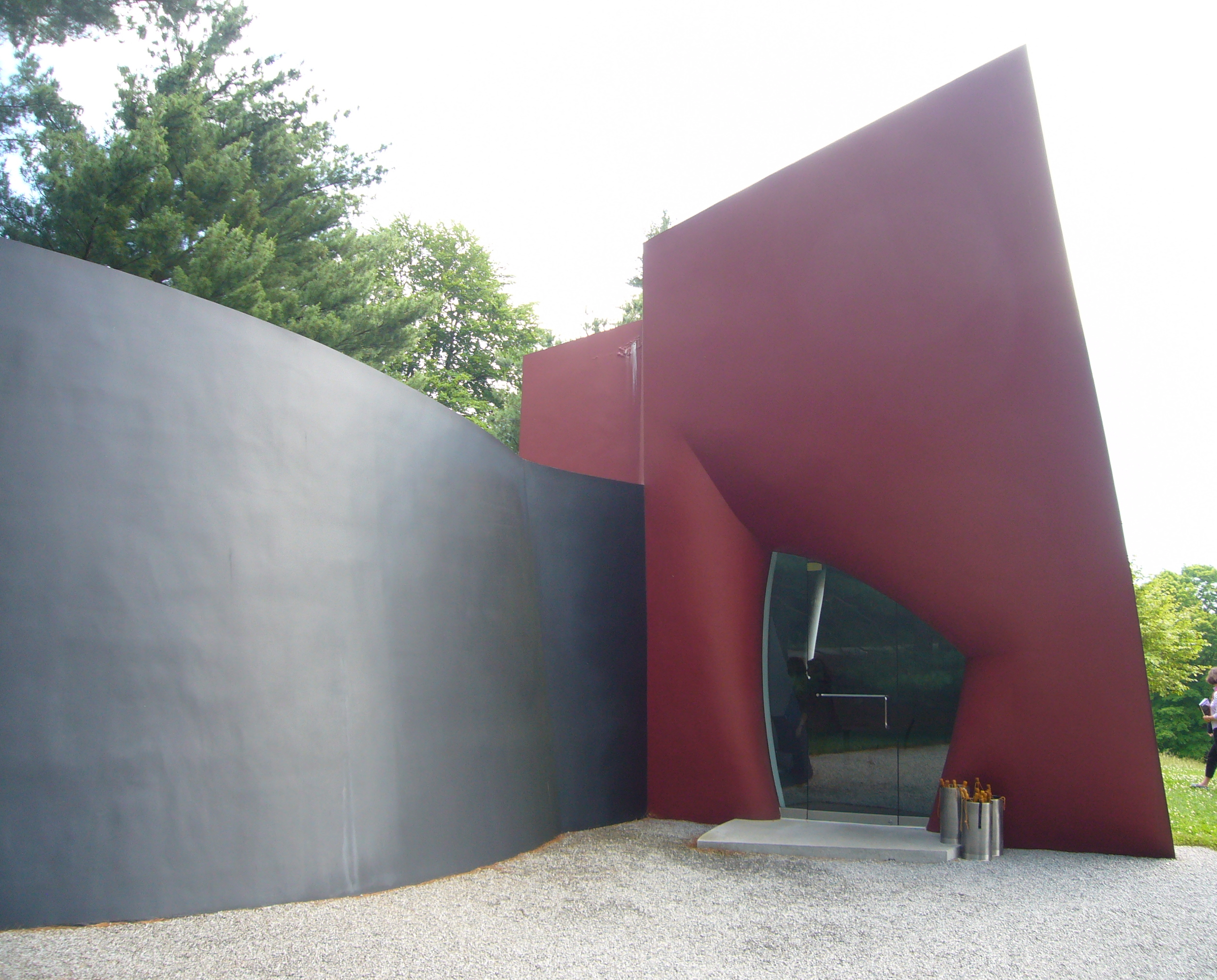
Pavelló de la casa de cristall per a la Glass House a New Canaan, Connecticut (1995)

Philip Johnson (1906-2005) va començar la seva carrera com un modern pur. Al 1935 va ser coautor del famós catàleg de l'exposició del Museu d'Art Modern sobre l'Estil Internacional, i va estudiar amb Walter Gropius i Marcel Breuer a la Universitat Harvard. La seva Glass House a New Canaan, Connecticut (1949), va inspirar una casa similar de Ludwig Mies van der Rohe en convertir-se en una icona del moviment modern. Va treballar amb Mies en un altre projecte també icònic modern, el Seagram Building a Nova York. Tanmateix, a la dècada de 1950 va començar a incloure unes certes formes lúdiques i manieristes en els seus edificis, com la sinagoga de Port Chester (1954-56), amb sostre de guix voltat i finestres estretes de colors, i la Galeria d'Art de la Universitat de Nebraska. (1963) Els seus principals edificis a la dècada de 1970, com IDS Center a Minneapolis (1973) i Pennzoil Place a Houston (1970-76) van ser massius, sobris i tots moderns.
Amb l'edifici d'AT & T (ara nomenat 550 Madison Avenue) (1978-82), Johnson es va tornar dramàticament cap al postmodernisme. La característica més destacada de l'edifici és una part superior purament decorativa inspirada en una peça de mobiliari de Thomas Chippendale, i té d'altres referències més subtils a l'arquitectura històrica. La seva intenció era fer que l'edifici es destaqués com un símbol corporatiu entre els gratacels moderns que l'ho envoltaven a Manhattan, i ho va aconseguir; es va convertir en el més conegut de tots els edificis postmoderns. Poc després va completar un altre projecte postmodern, PPG Place a Pittsburgh, Pennsylvània (1979-1984), un complex de sis edificis de vidre per a Pittsburg Plate Glass Company. Aquests edificis tenen característiques neogòtiques, incloses 231 agulles de vidre, la més gran de les quals té 25 m d'alçada.
Al 1995, va construir un pavelló postmodern per a la seva residència, Glass House. La porta d'entrada, nomenada «Da Monstra», té 23 peus d'alt, feta de formigó proyectat per una mànega, de color gris i vermell. És una peça d'arquitectura escultòrica sense angles rectes i molt poques línies rectes, una precursora de l'arquitectura escultòrica contemporània del segle XXI.

### Frank Gehry

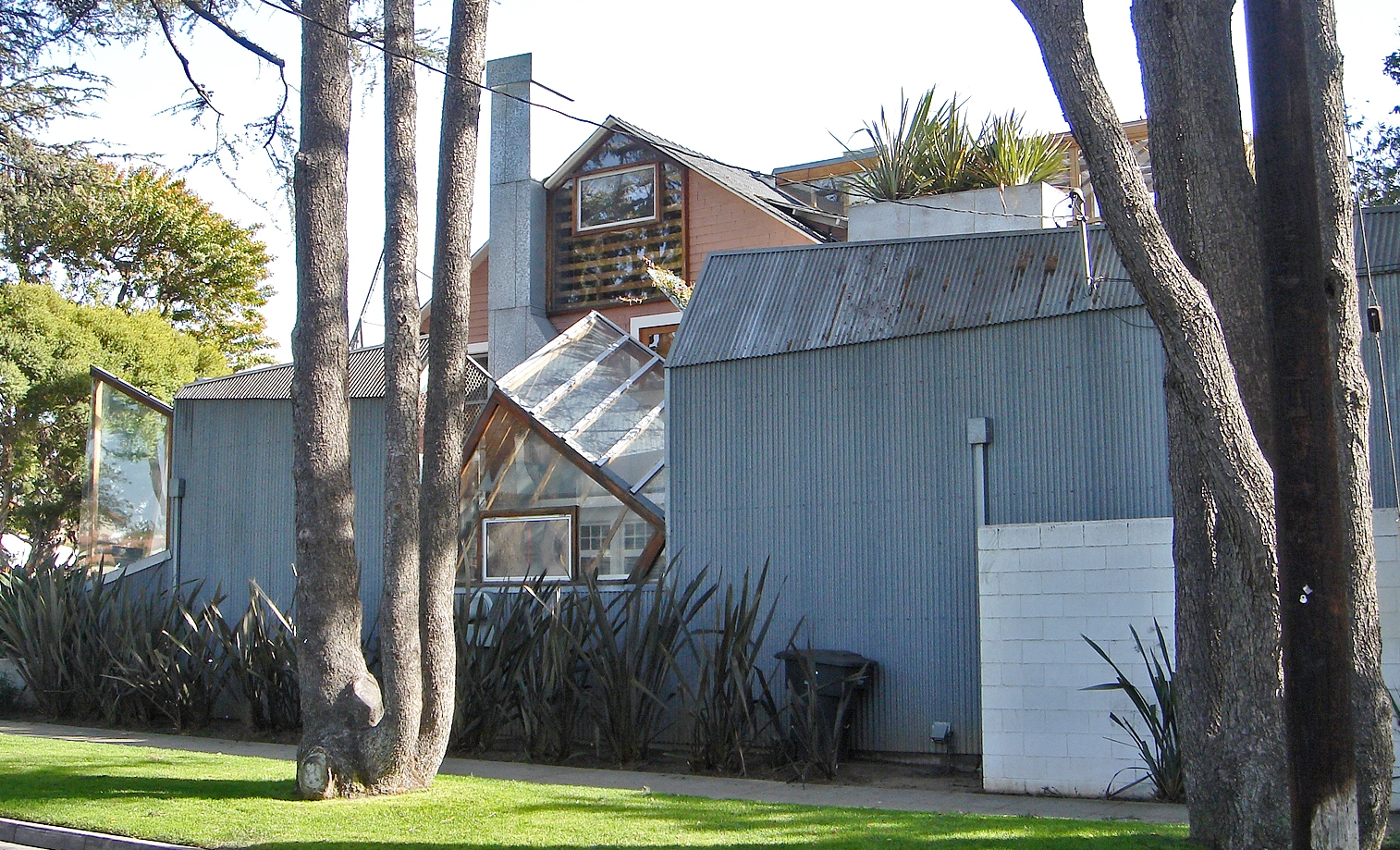
Residencia Gehry a Santa Monica (1978)
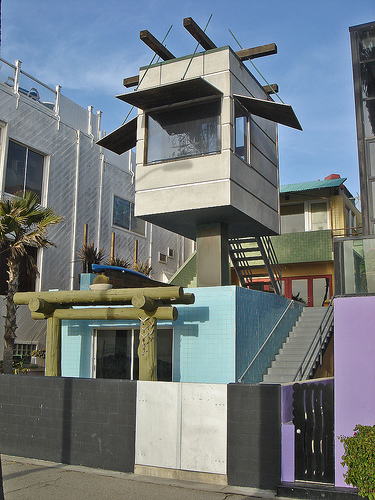
Norton Beach House, Venice (Los Angeles) (1983)
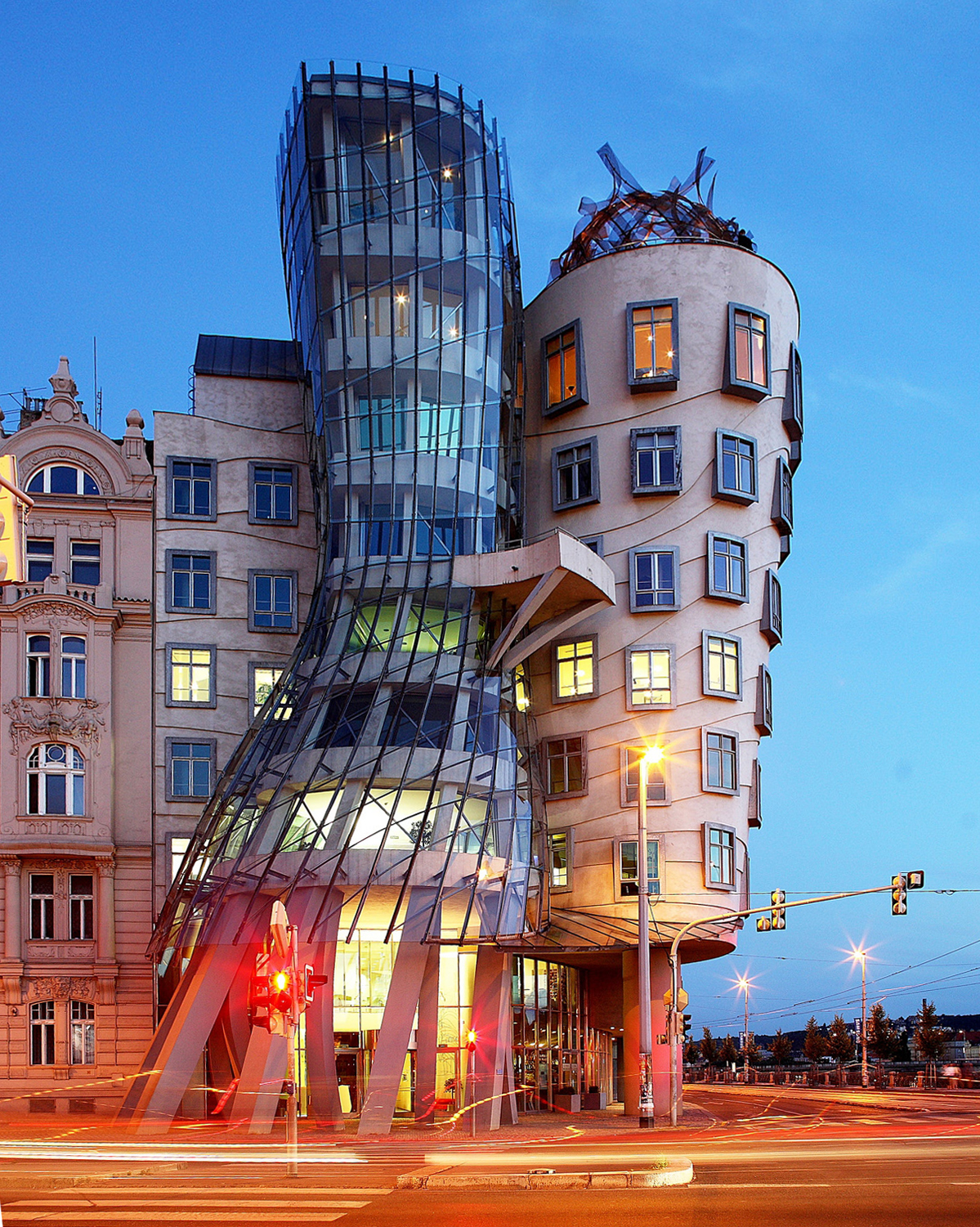
Casa Dansant a Praga (1996)
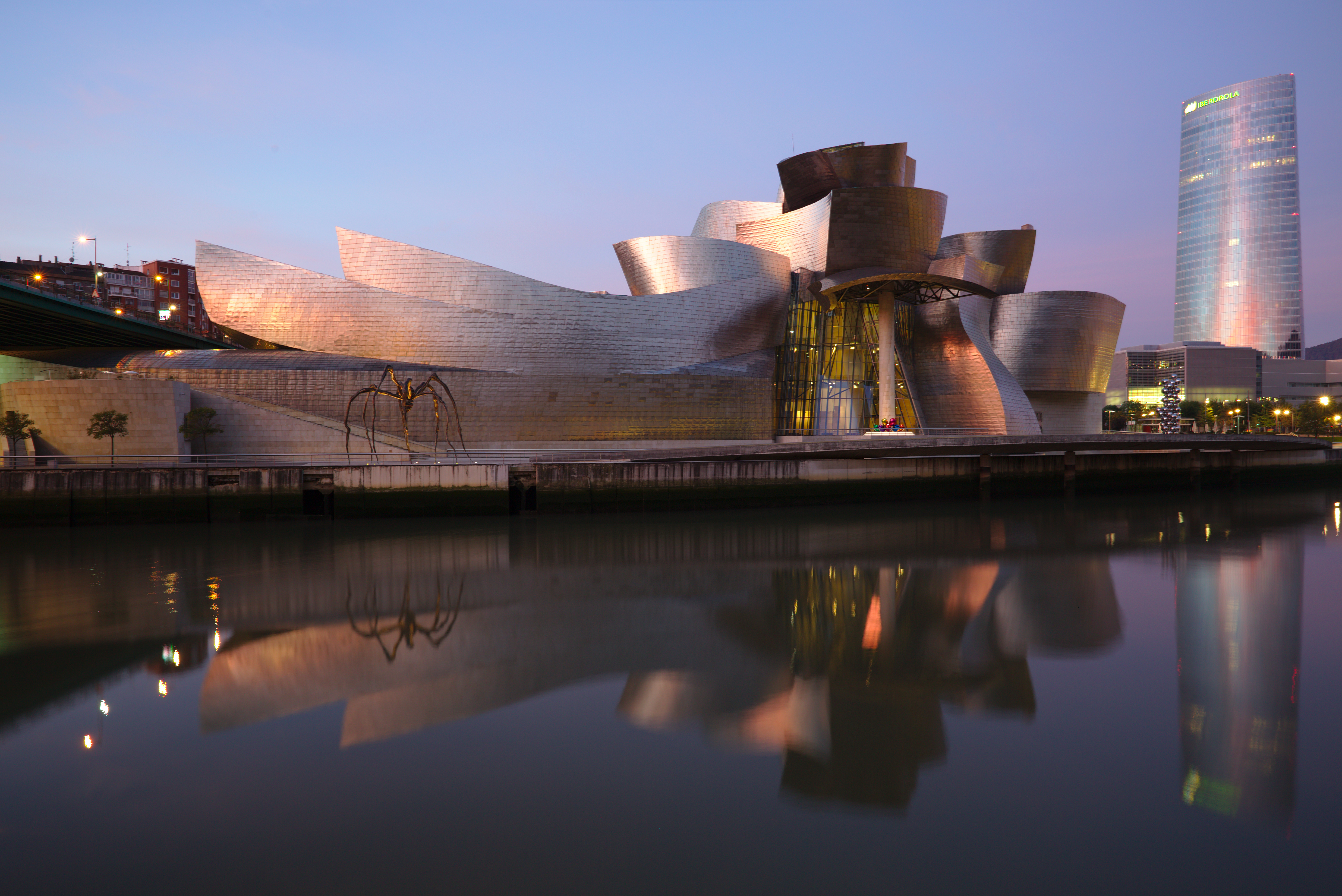
Museu Guggenheim Bilbao, Bilbao (1997)

Frank Gehry (nascut el 1929) va ser una figura important en l'arquitectura postmodernista, i és una de les figures més destacades de l'arquitectura contemporània. Després d'estudiar a la Universitat del Sud de Califòrnia a Los Angeles i després a l'Escola de Disseny de Harvard, va obrir la seva pròpia oficina a Los Angeles el 1962. A partir de la dècada de 1970, va començar a usar materials industrials prefabricats per construir formes inusuals a cases privades a Los Ángeles, incloent, en 1978, la seva pròpia casa a Santa Monica, trencant el seu disseny tradicional i donant-los un aspecte inconclús inestable. El seu Schnabel House a Los Ángeles (1986-89) es va dividir en estructures individuals, amb un model diferent per a cada cambra. El seu Norton Residence a Venice, Califòrnia (1983), construïda per a un escriptor i ex salvavides, tenia un taller de modelatge segons una torre de salvavides que donava a la platja de Santa Monica. En les seves primeres construccions, diverses parts dels edificis sovint tenien diferents colors brillants. Des de la dècada de 1980 va començar a rebre importants encàrrecs, inclosa la Loyola Law School (1978-1984), i el Museu Aeroespacial de Califòrnia (1982-84), després més encàrrecs internacionals als Països Baixos i la República Txeca. La seva Casa Dansant a Praga (1996),va ser construïda amb una façana ondulada de plaques de formigó; parts de les parets estaven compostes de vidre, que va revelar els pilars de formigó sota. El seu projecte més destacat va ser el museu Guggenheim Bilbao (1991-97), revestit amb panys de pared ondulats de titani, un material que fins aleshores s'utilitzava principalment en la construcció d'avions, que canviava de color segons la llum. Gehry va ser descrit sovint com un defensor del desconstructivisme, però es va negar a acceptar aquesta o una altra etiqueta per al seu treball.

## Postmodernisme a Europa

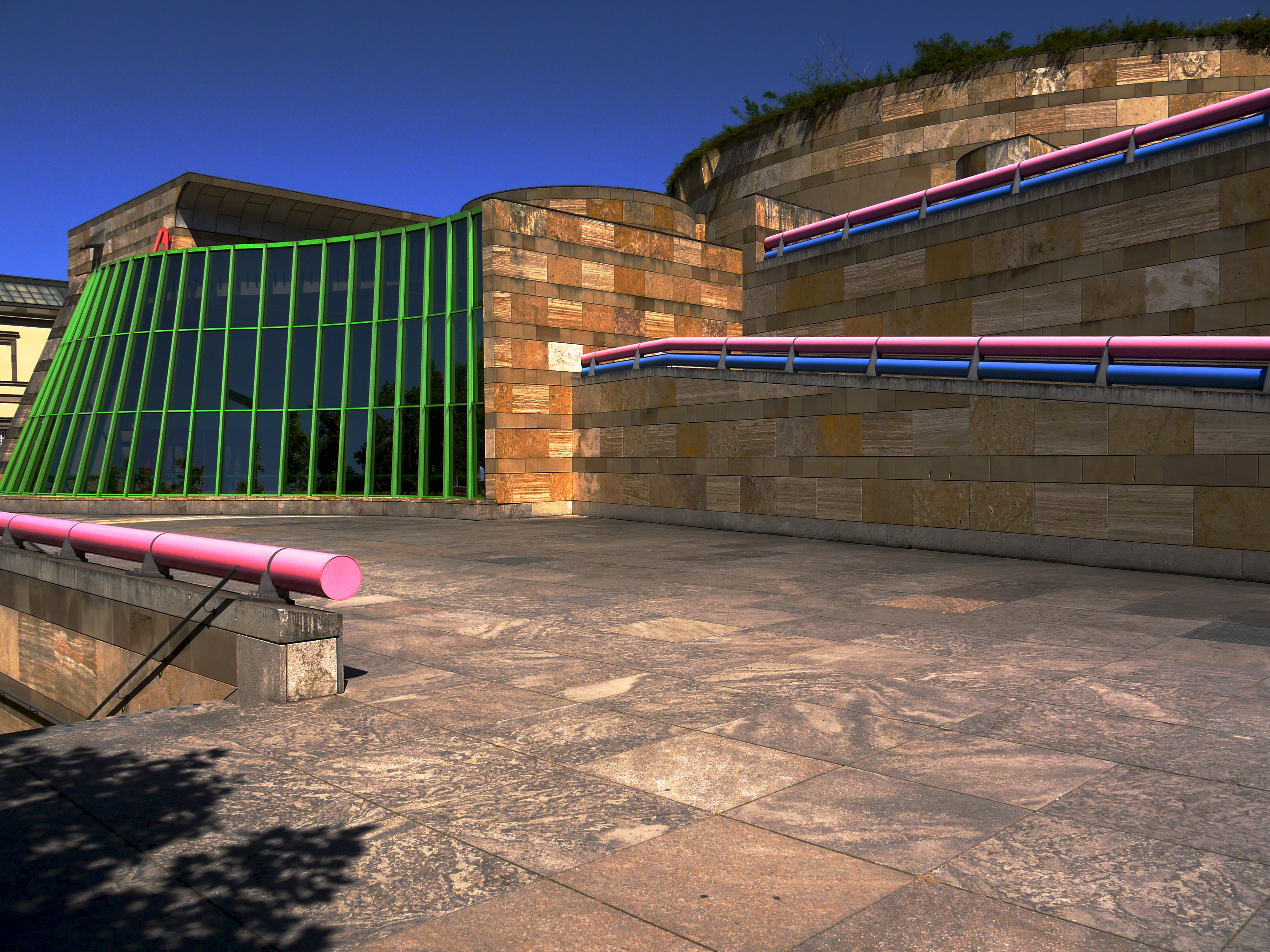
La Neue Staatsgalerie a Stuttgart, Alemanya, per James Stirling (1977-1983)
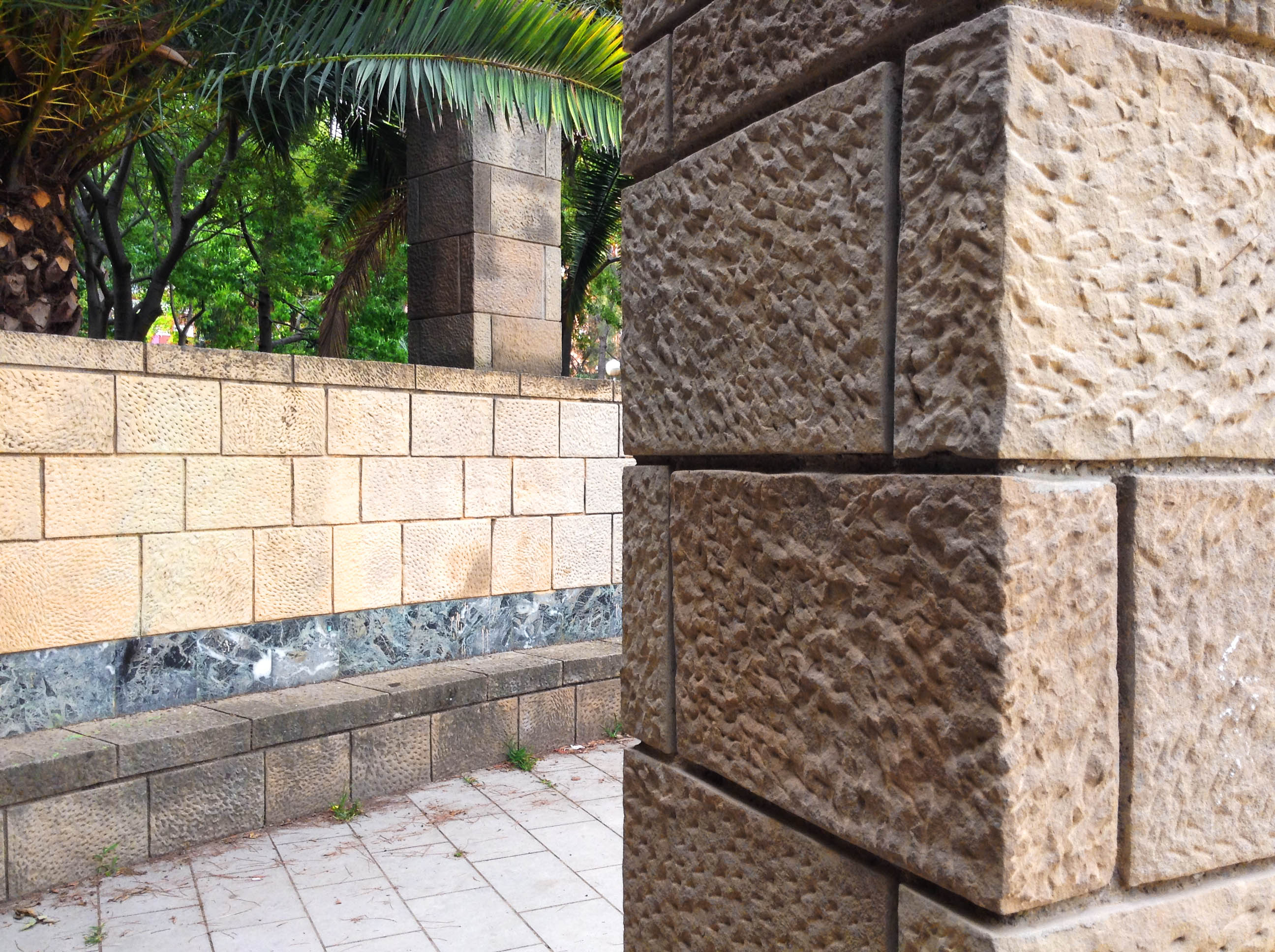
Parc de Can Sabaté a Barcelona, per Daniel Navas, Neus Solé, Imma Jansana (1984)
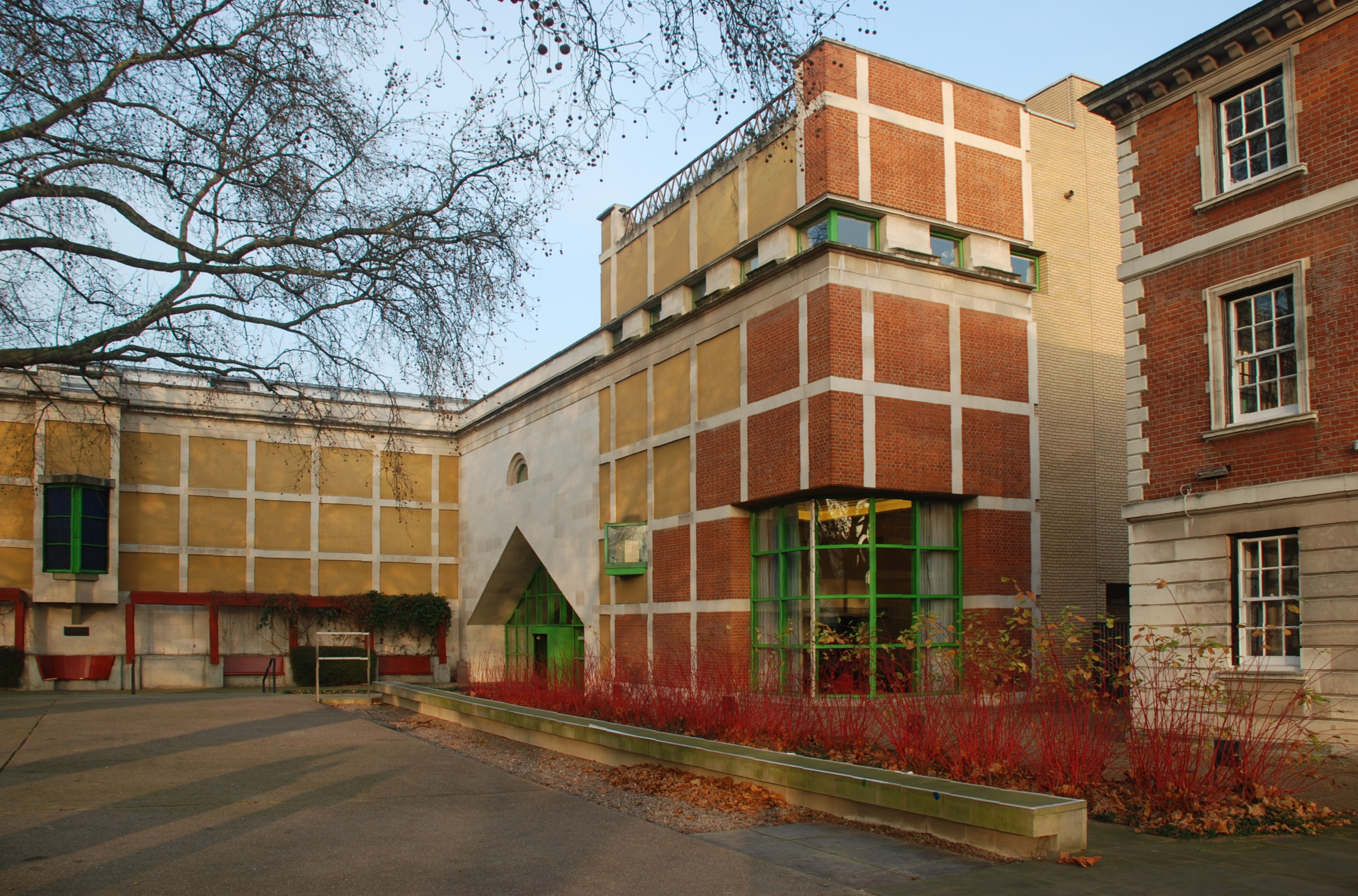
Clore Gallery de la Tate Liverpool a Londres per James Stirling (1980-1886)
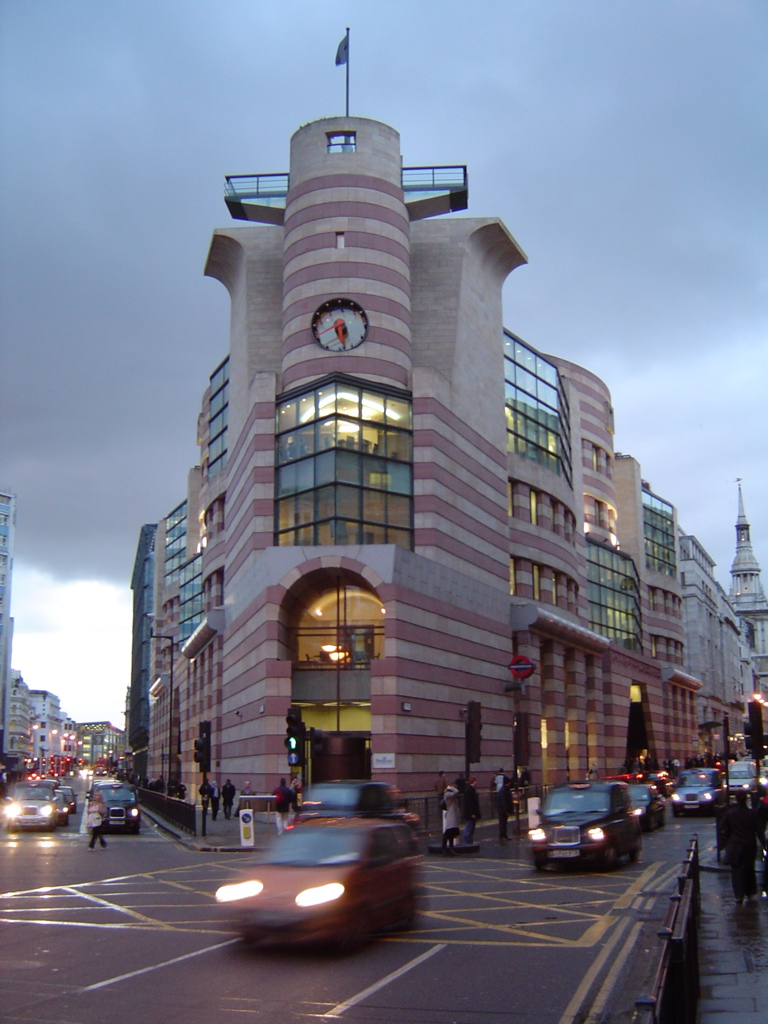
No 1 Poultry, un edifici d'oficines a Londres, per James Stirling (completat el 1997)
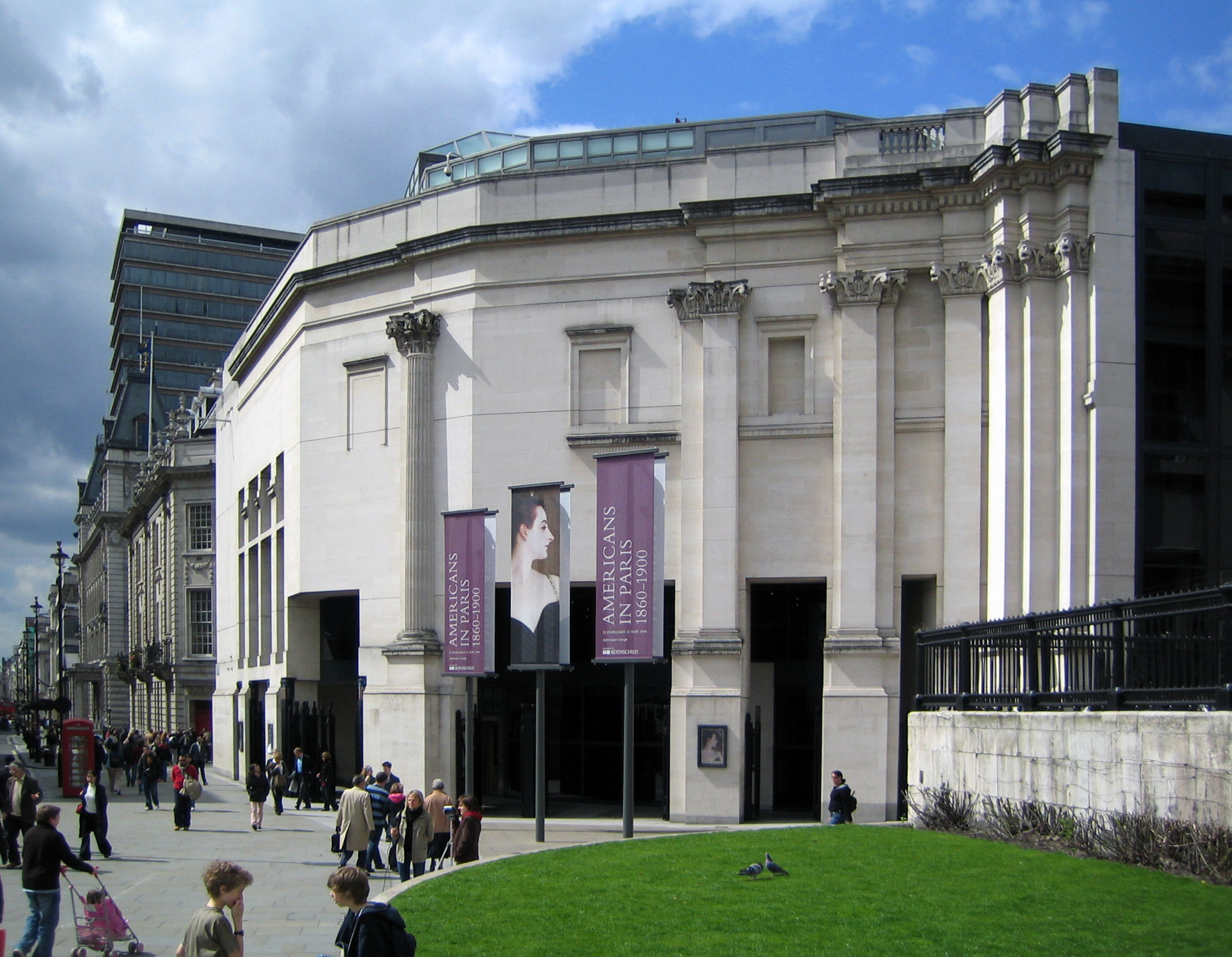
Sainsbury Wing de la National Gallery de Londres per Robert Venturi (1991)
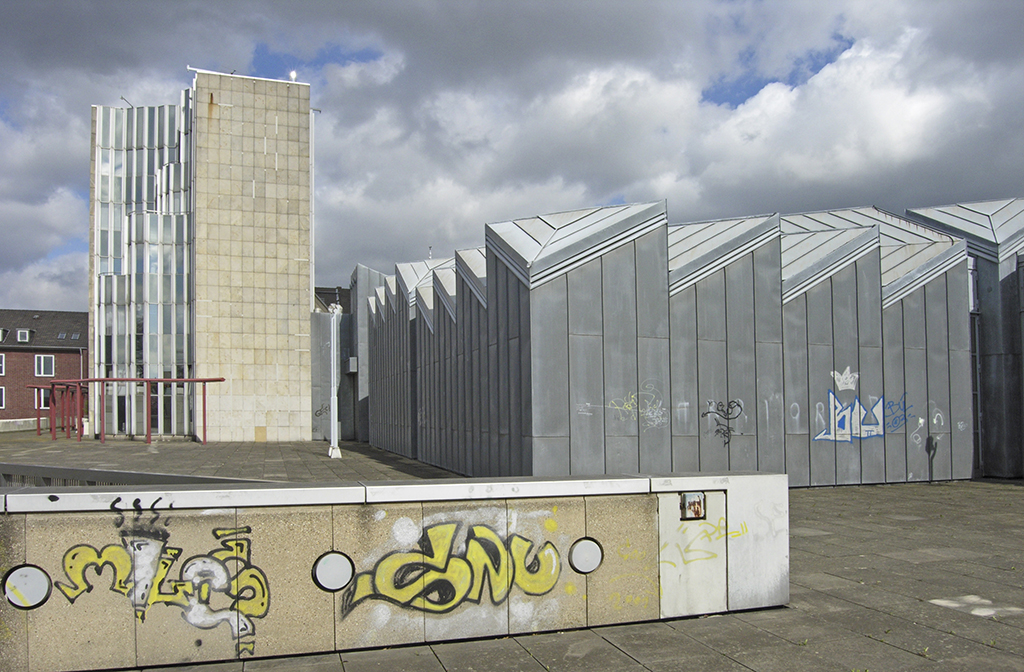
El Museu Abteiberg a Mönchengladbach per Hans Hollein (1972-1982)
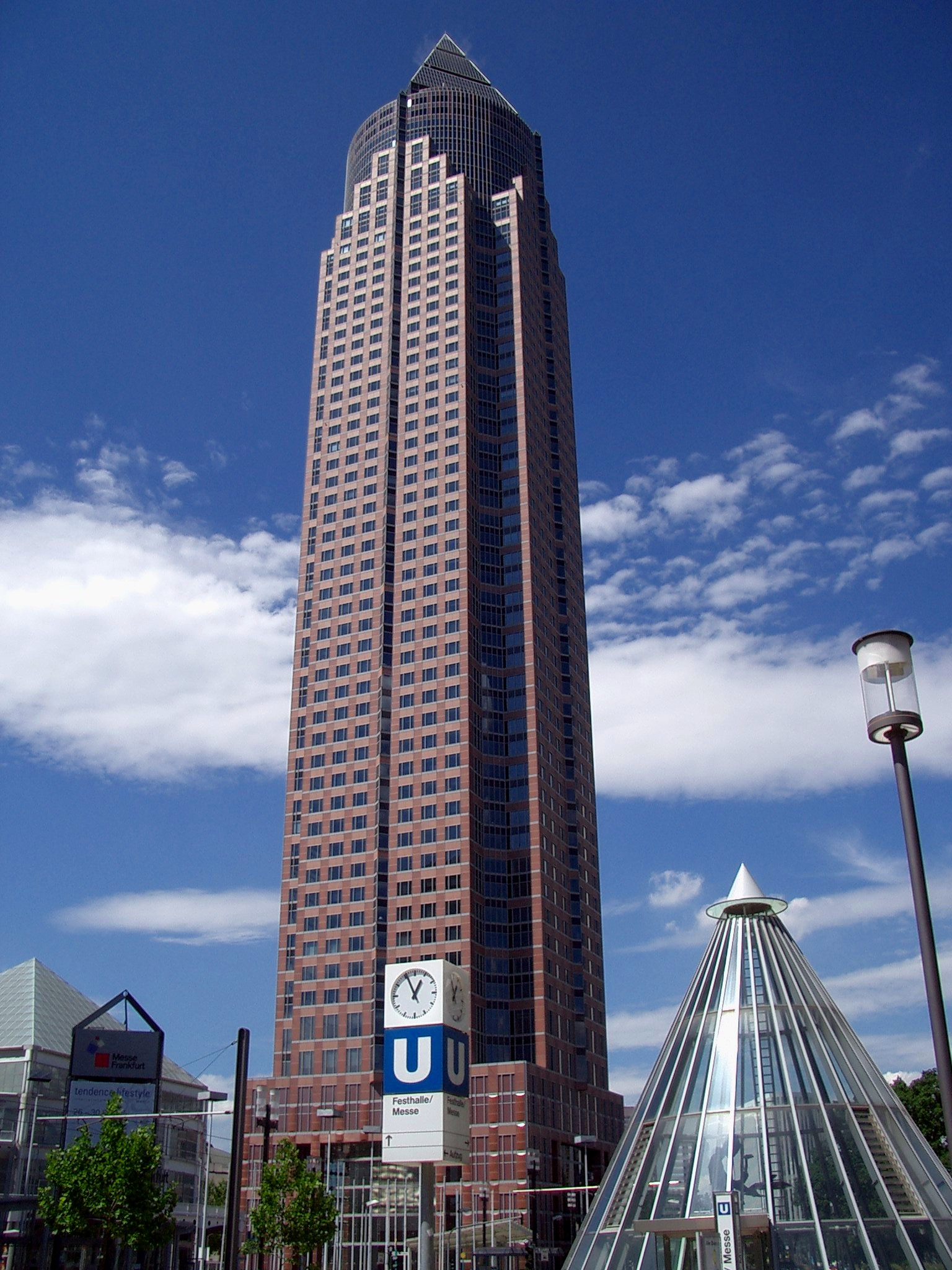
Messeturm a Frankfurt, Alemanya, per Helmut Jahn, (completat el 1991)
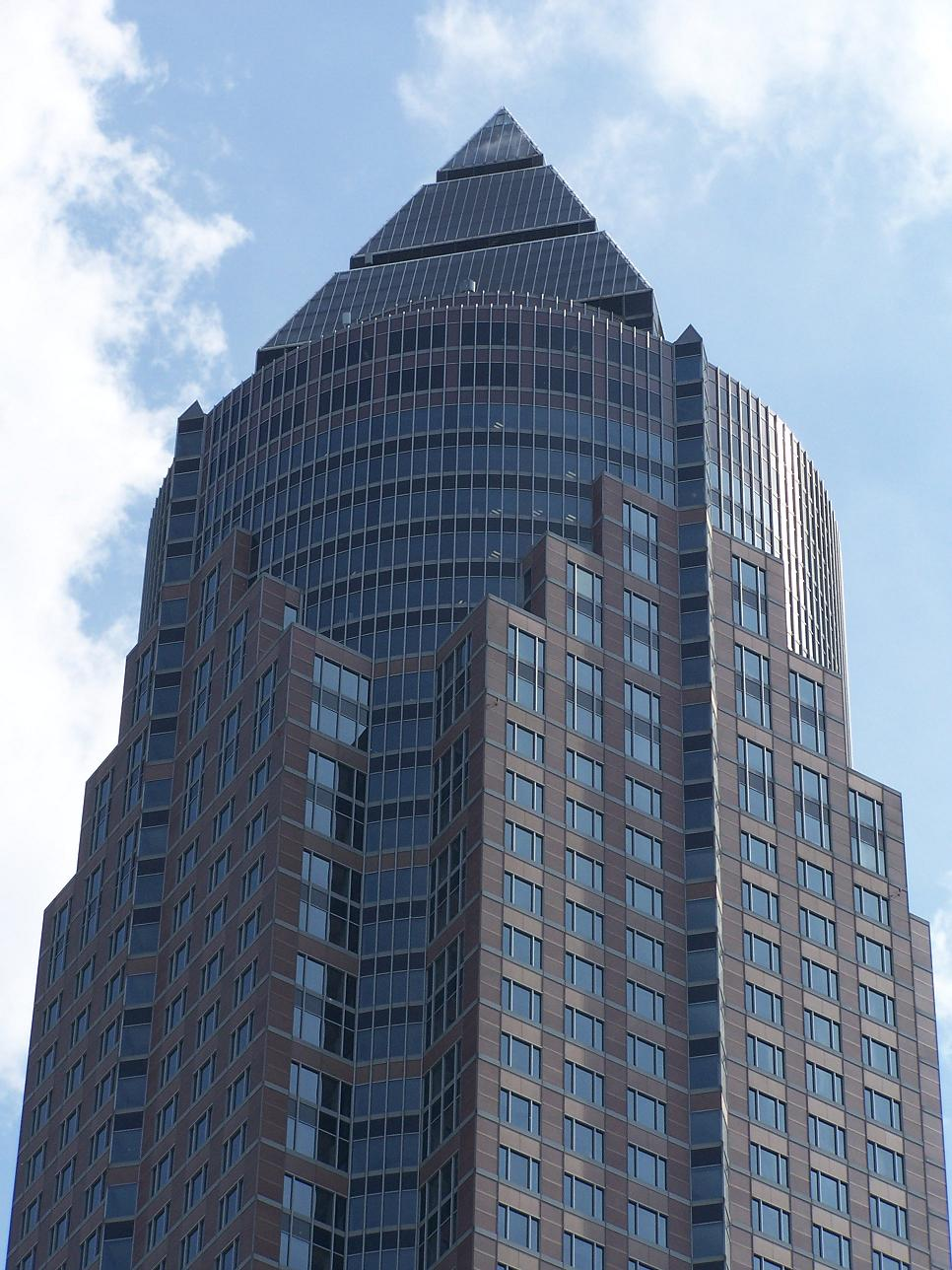
Part superior de la Messeturm a Frankfurt, Alemanya, per Helmut Jahn (1991)
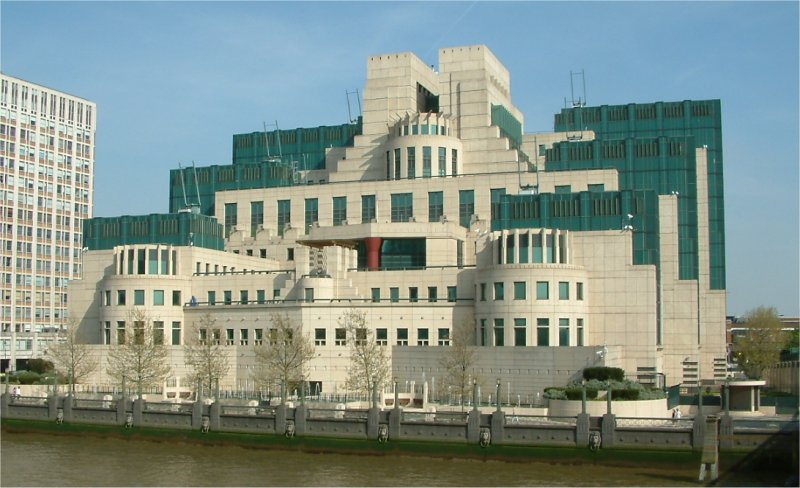
L'edifici SIS a Londres, Gran Bretanya, per Terry Farrell (1994)
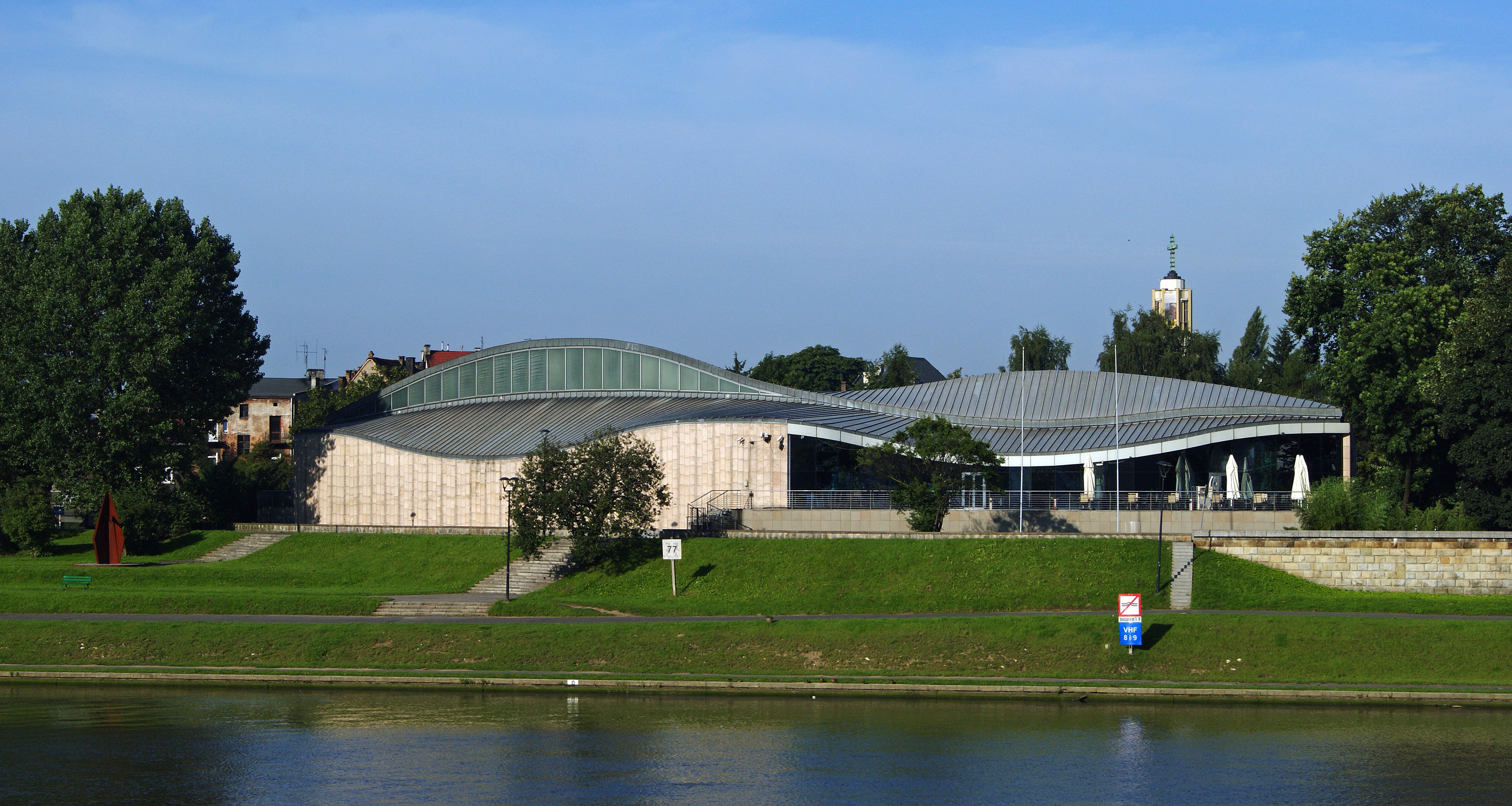
Museu Manggha d'Art i Tecnologia Japonesa a Cracòvia, Polònia, per Arata Isozaki i Krzysztof Ingarden (1994)
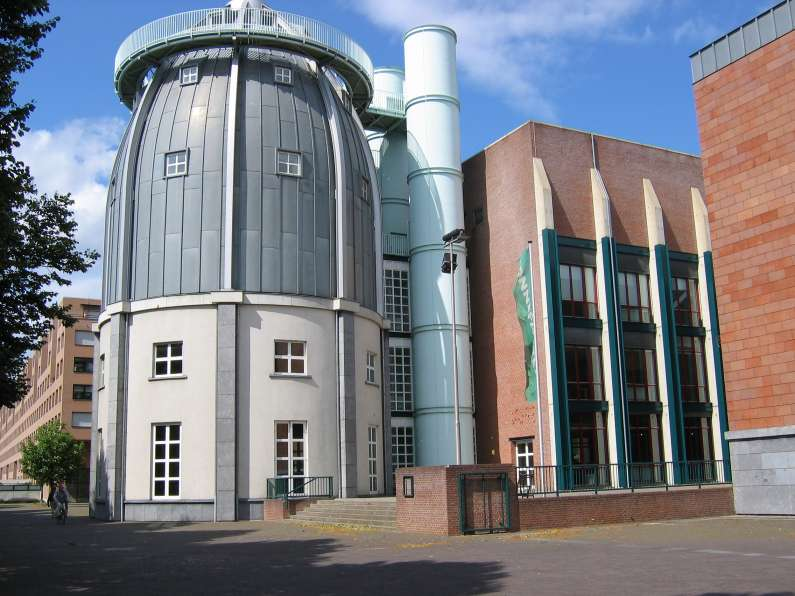
El Museu Bonnefanten a Maastricht, els Països Baixos, per Aldo Rossi (1995)
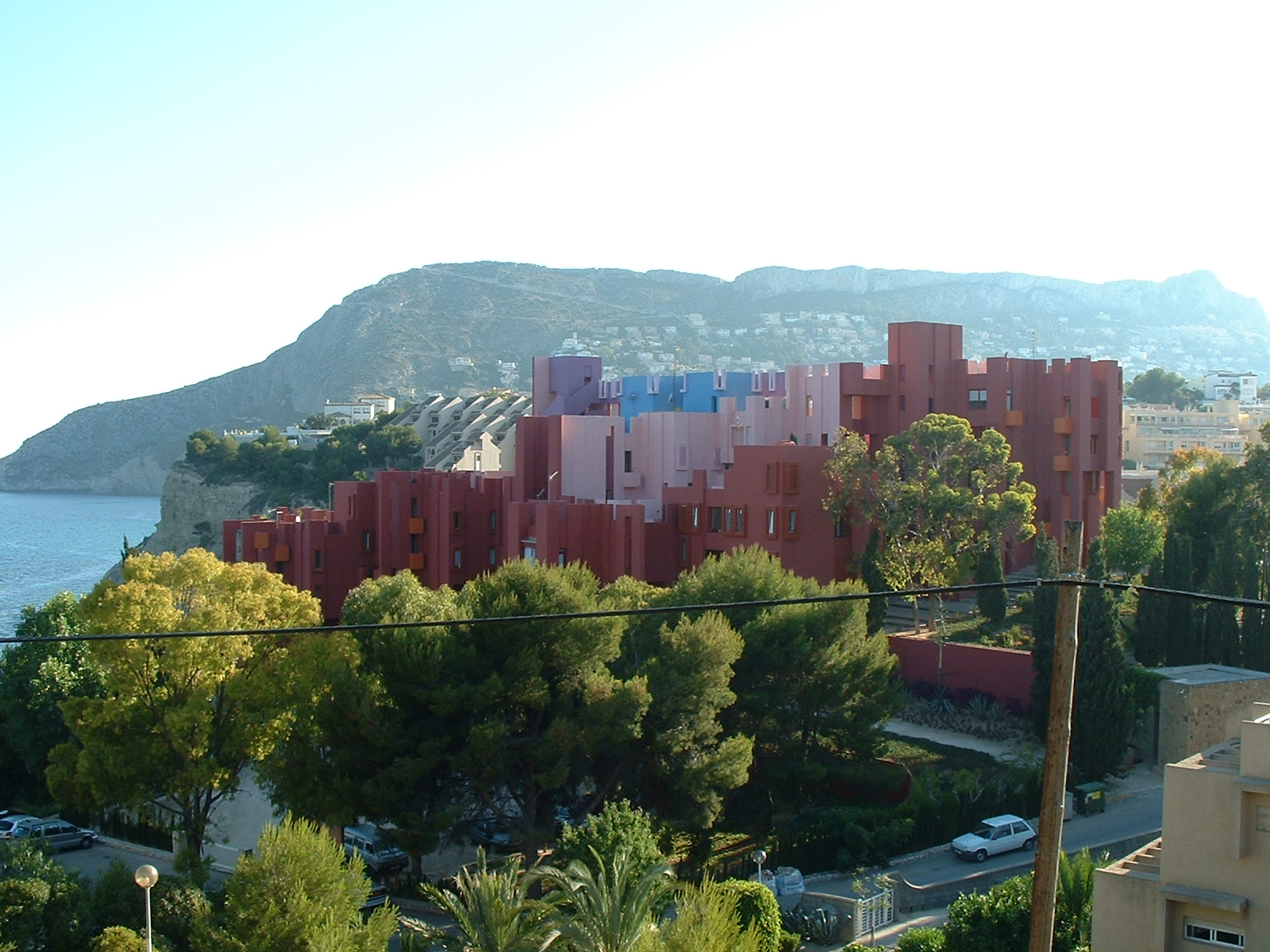
Edifici d'apartaments La Muralla Vermella a Calp, (Alacant) de Ricardo Bofill (1973)

Mentre que el postmodernisme era millor conegut com un estil dels Estats Units, també van aparèixer exemples notables a Europa. Al 1991, Robert Venturi va completar l'ala Sainsbury de la National Gallery de Londres, que era modern però harmonitzat amb l'arquitectura neoclàssica de Trafalgar Square i els seus voltants. L'arquitecte nascut a Alemanya Helmut Jahn va construir el gratacel Messeturm a Frankfurt del Main, Alemanya, un gratacel adornat amb la torre punxeguda d'una torre medieval.
Un dels primers arquitectes postmodernistes a Europa va ser James Stirling (1926-1992). Va ser un dels primers crítics de l'arquitectura moderna, culpant-la per la destrucció de ciutats britàniques als anys posteriors a la Segona Guerra Mundial. Va dissenyar projectes acolorits d'habitatge públic en l'estil postmodern, com la Neue Staatsgalerie l(1977-1983) i el Kammertheater a Stuttgart (1977-1982), i com Museu Arthur M. Sackler a la Universitat Harvard als Estats Units.
Un dels exemples més visibles de l'estil postmodern a Europa és l'Edifici SIS a Londres de Terry Farrell (1994). L'edifici, al costat del Tàmesi, és la seu del Servei d'Intel·ligència Secreta britànica. El crític Deyan Sudjic a The Guardian el 1992 el va descriure com un «epitafi per a l'arquitectura dels anys vuitanta... És un disseny que combina una gran serietat a la seva composició clàssica amb un possible sentit d'humor involuntari. L'edifici podria interpretar-se igualment plausible com un temple maia o una peça de maquinària d'art deco que fa soroll».
L'arquitecte italià Aldo Rossi (1931-1997) era conegut per les seves obres postmodernes a Europa, el Museu Bonnefanten a Maastricht, acabat el 1995. Rossi va ser el primer italià en guanyar el premi més prestigiós en arquitectura, el Premi Pritzker, el 1990. Es va destacar per combinar formes rigoroses i pures amb elements evocadors i simbòlics presos de l'arquitectura clàssica.
L'arquitecte català Ricardo Bofill també és conegut per les seves primeres obres postmodernes, incloent un complex residencial en forma de castell amb parets vermelles a Calp, en la costa d'Alacant (1973).

## Postmodernisme al Japó

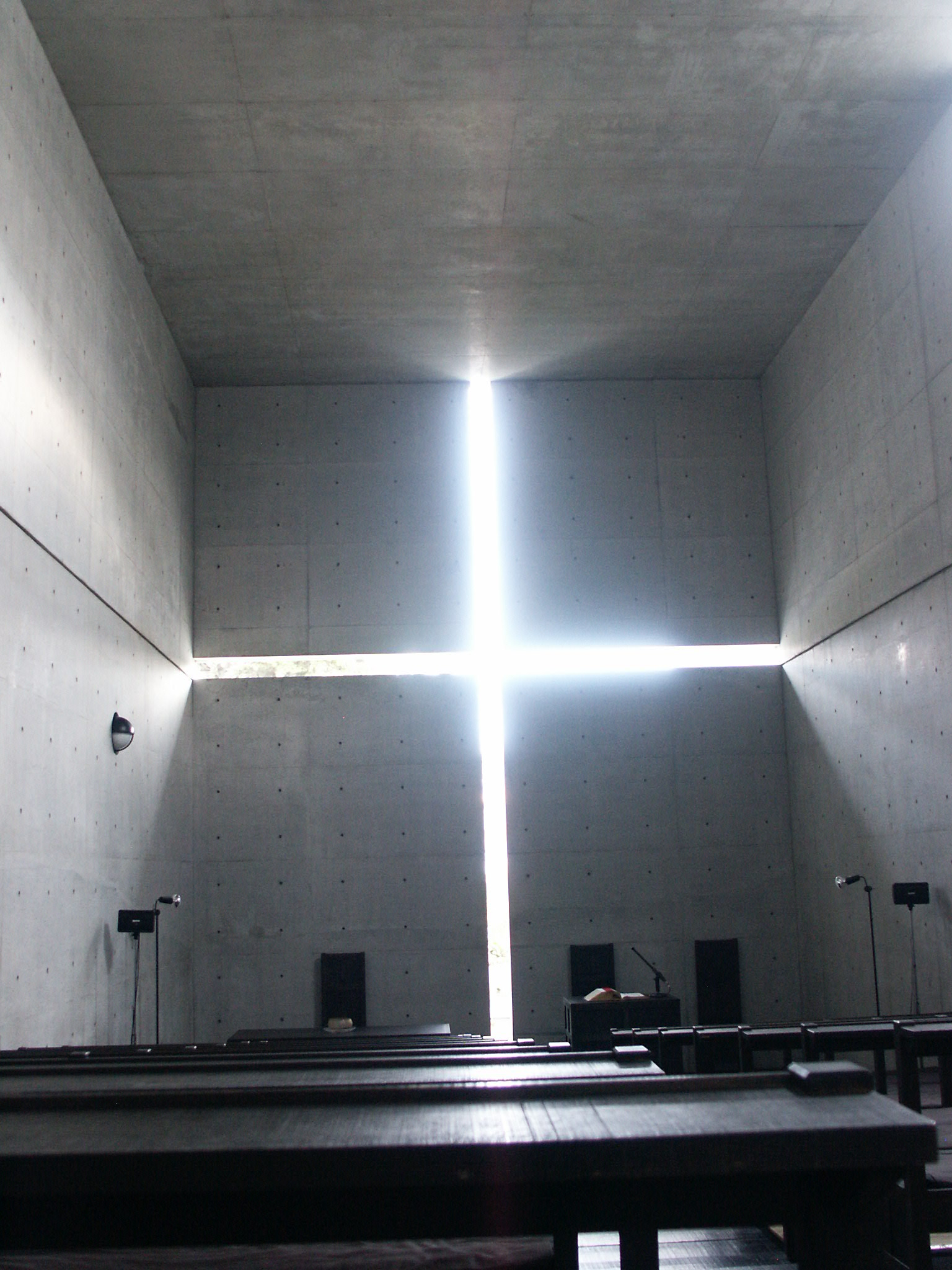
Església de la Llum a Osaka per Tadao Ando (1987-1989)
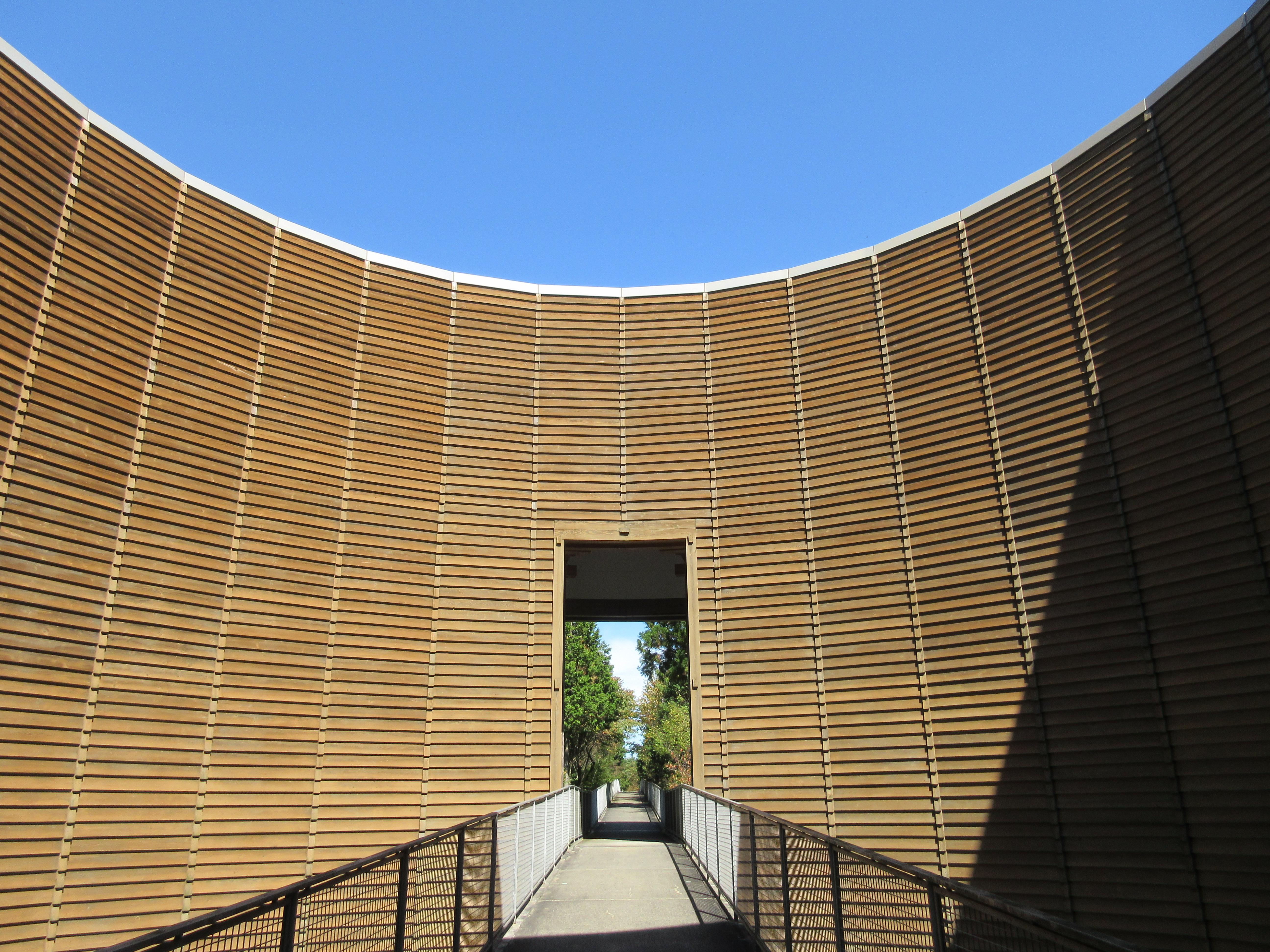
El museu de la cultura de la fusta de Tadao Ando (1995)
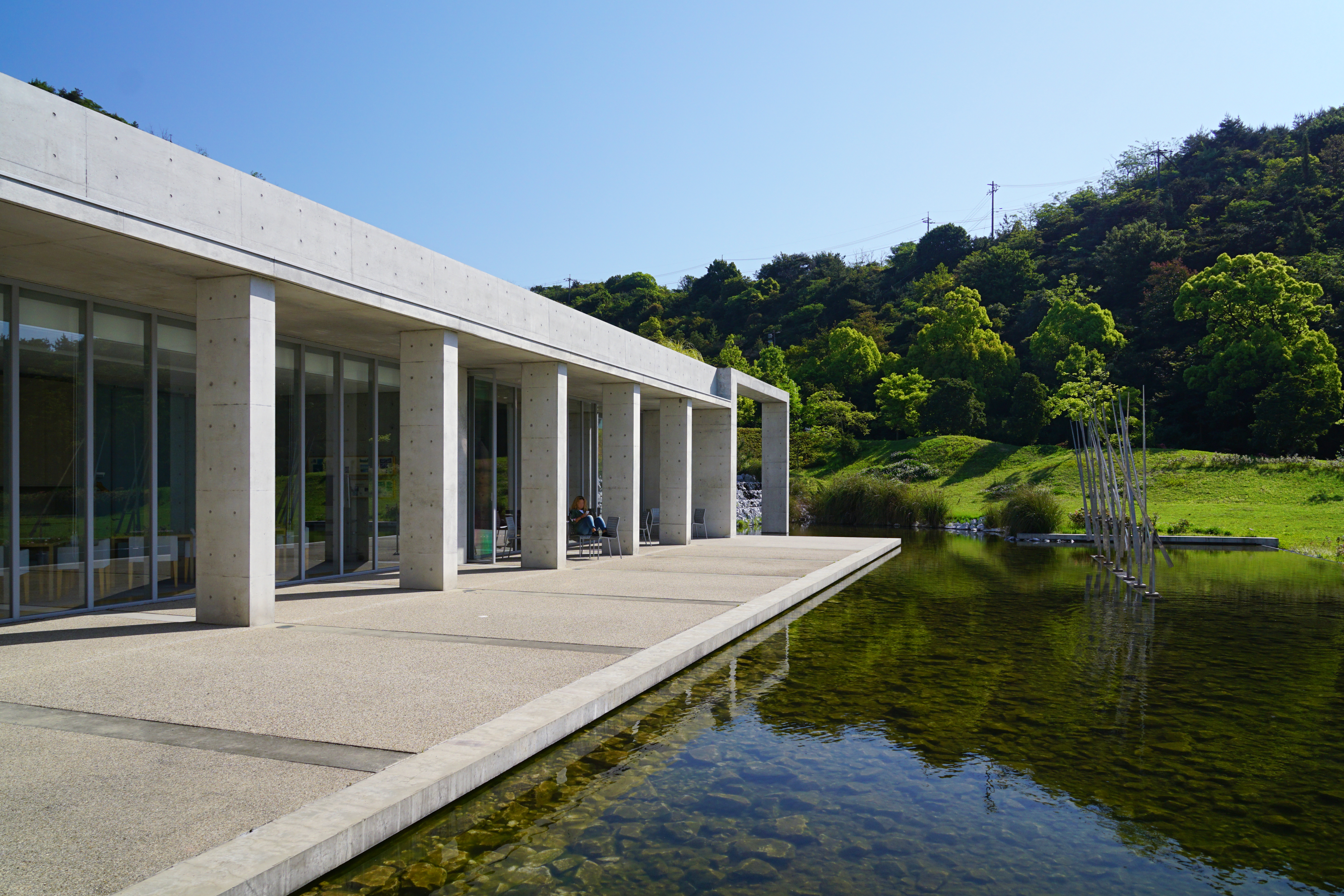
Casa Bennesse a Naoshima, Kagawa, Japó per Tadao Ando
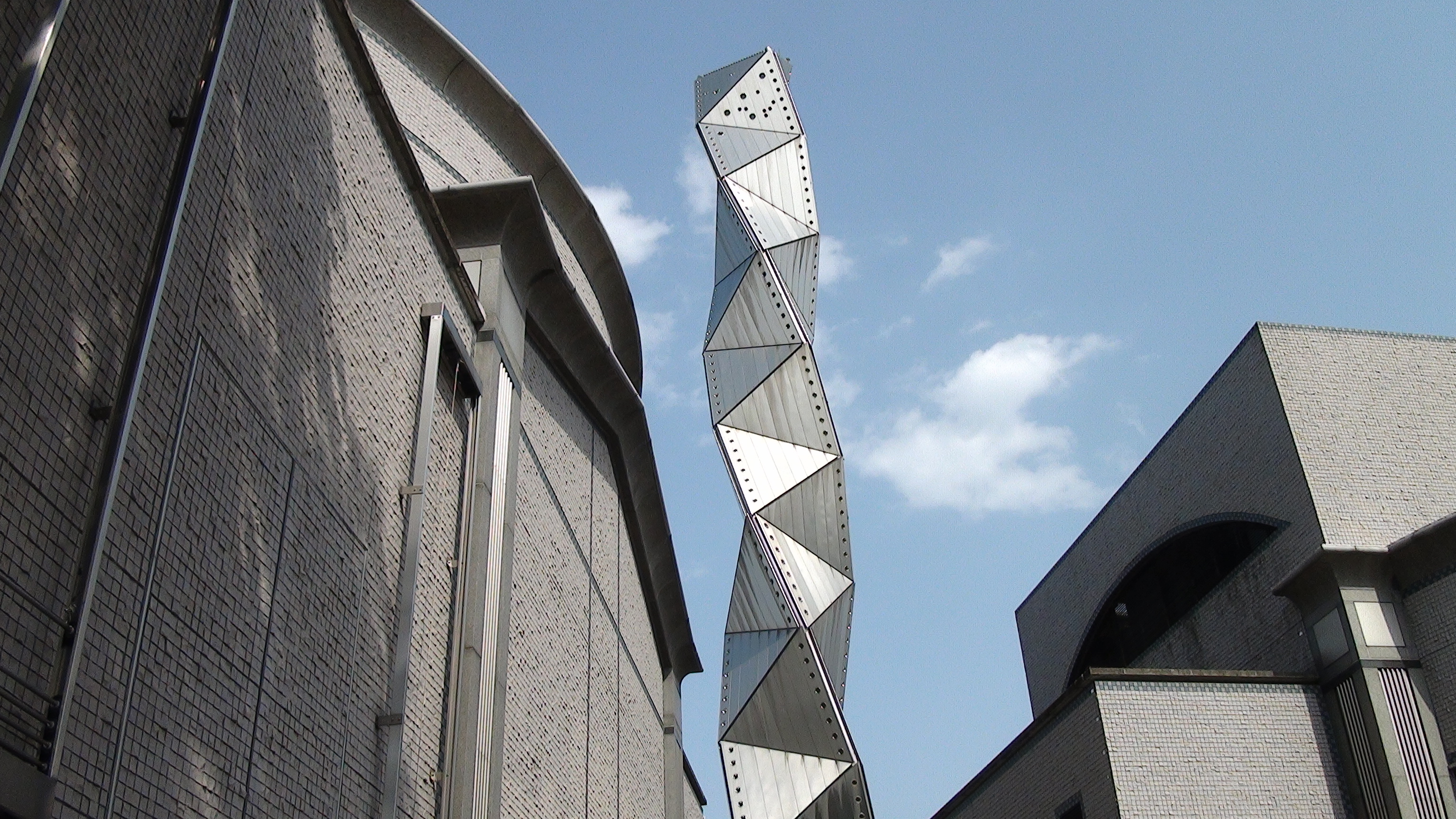
Art Tower a Mito, Prefectura d'Ibaraki, per Arata Isozaki (1986-1990))
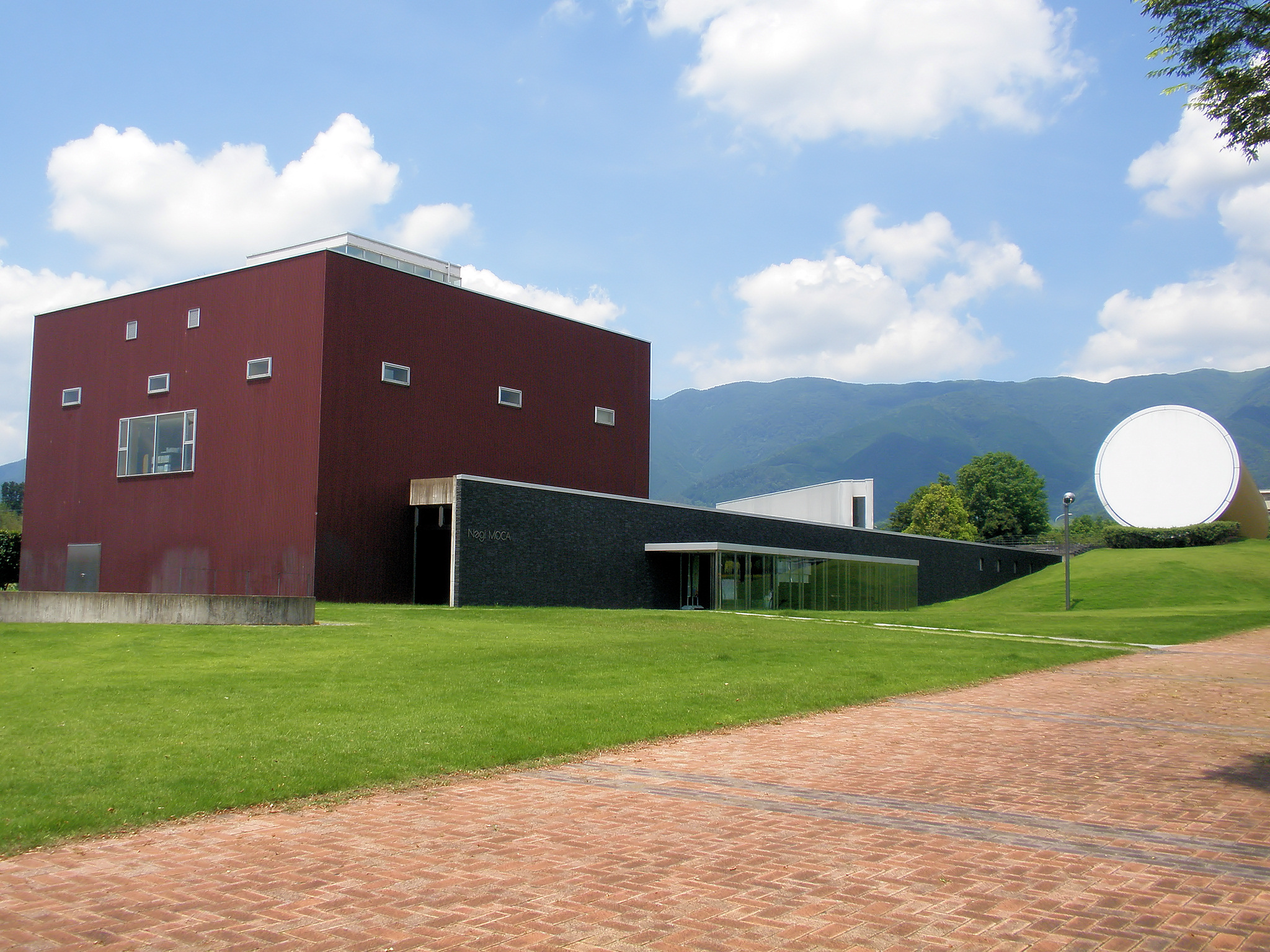
El Museu Nagi d'Art Contemporani a Nagi, Okayama per Arata Isozaki (1994)
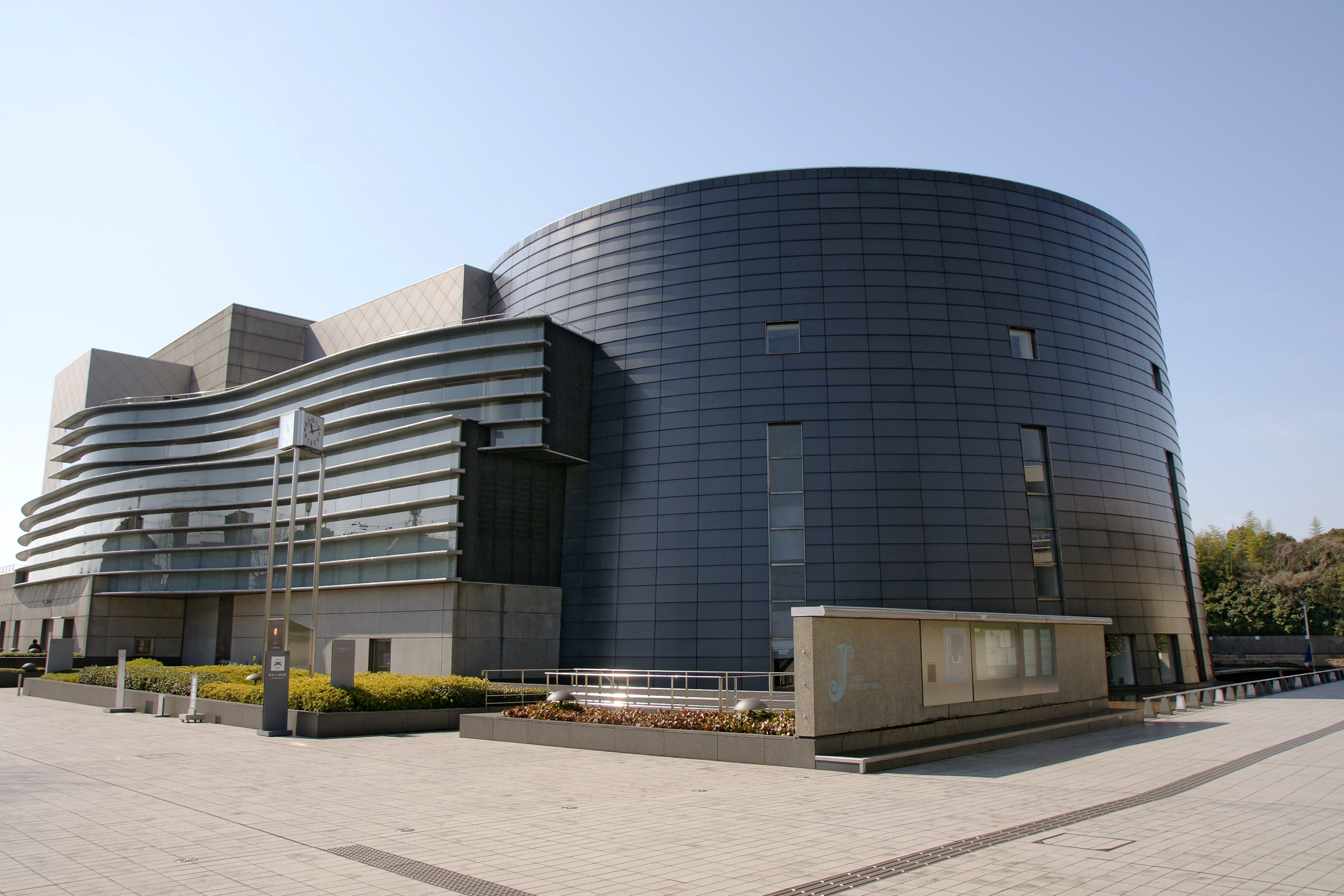
Sala de concerts de Kyoto, el Japó, per Arata Isozaki (1995)
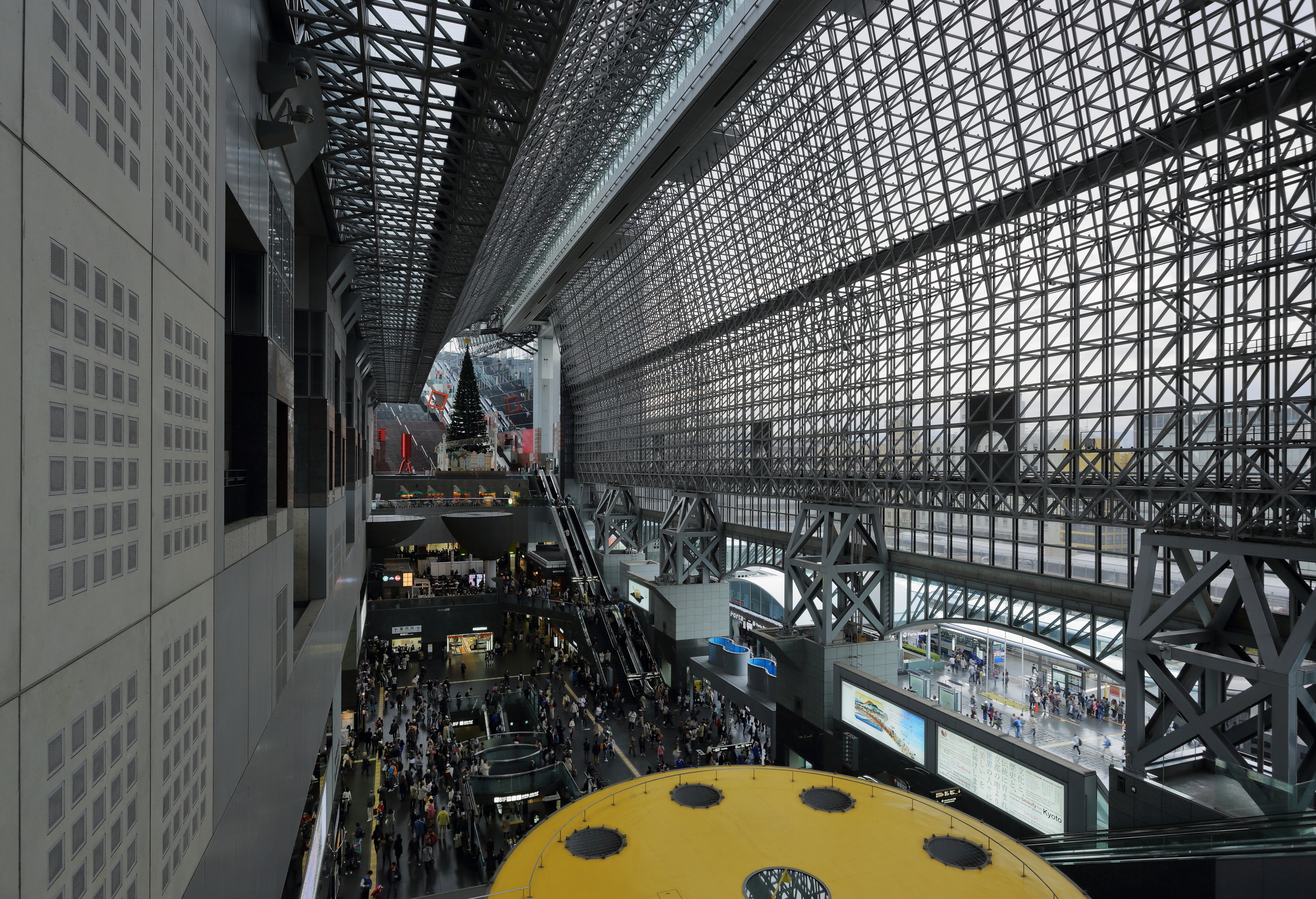
L'estació de tren de Kyoto per Hiroshi Hara (1991-1997)

Els arquitectes japonesos Tadao Ando (nascut el 1941) i Arata Isozaki (nascut el 1931) van introduir les idees del moviment postmodern al Japó. Abans d'obrir el seu estudi a Osaka el 1969, Tadao Ando va viatjar molt per Amèrica del Nord, Àfrica i Europa, absorbint els estils europeu i americà, no tenia educació arquitectònica formal, encara que va ensenyar més tard a la Universitat Yale (1987), la Universitat de Colúmbia (1988) i Universitat Harvard (1990). La majoria dels seus edificis estaven construïts en formes cúbiques, però tenien àmplies obertures que aconseguien llum i vistes de la natura exterior. A partir de la dècada de 1990, va començar a utilitzar la fusta com a material de construcció i va introduir elements de l'arquitectura tradicional japonesa, especialment en el seu disseny del Museu de la Cultura de Fusta] (1995). La seva Casa Bennesse a Naoshima, Kagama, té elements de l'arquitectura japonesa clàssica i un pla que integra subtilment la casa en el paisatge natural, amb la qual va guanyar el Premi Pritzker, el premi més prestigiós en arquitectura, l'any 1995.
Arata Isozaki va treballar dos anys en l'estudi de Kenzo Tange, abans d'obrir la seva pròpia firma a Tòquio el 1963. El seu Museu d'Art Contemporani a Nagi combina enginyosament fusta, pedra i metall, i va unir tres formes geomètriques, un cilindre, un mig cilindre i un bloc estès, per representar tres artistes diferents en diferents configuracions. El seu Art Tower a Mito (1986-1990) va presentar una torre d'alumini postmodernista que girava sobre el seu propi eix. A més a més dels museus i centres culturals al Japó, va dissenyar el Museu d'Art Contemporani de Los Angeles (MOCA), (1981-1986) i el Museu de Ciència i Centre d'Investigació (COSI) a Columbus, Ohio.

## Sales de concerts - Òpera de Sydney i la Filharmònica de Berlín

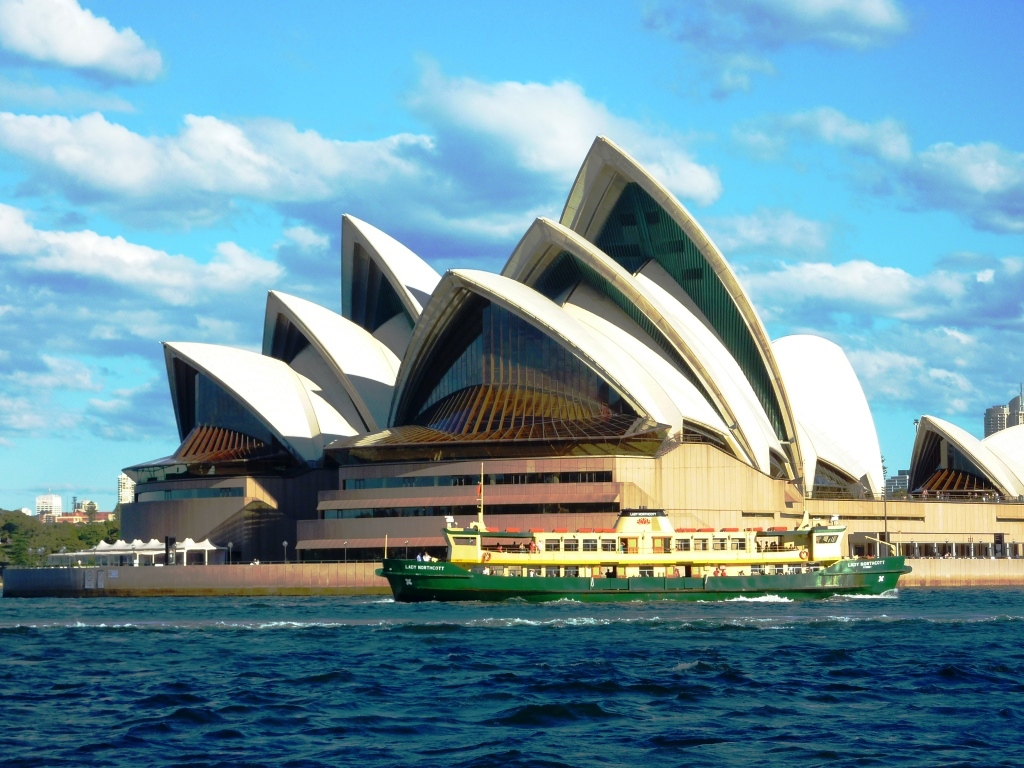
L'Òpera de Sydney per Jørn Utzon (1957-1973)
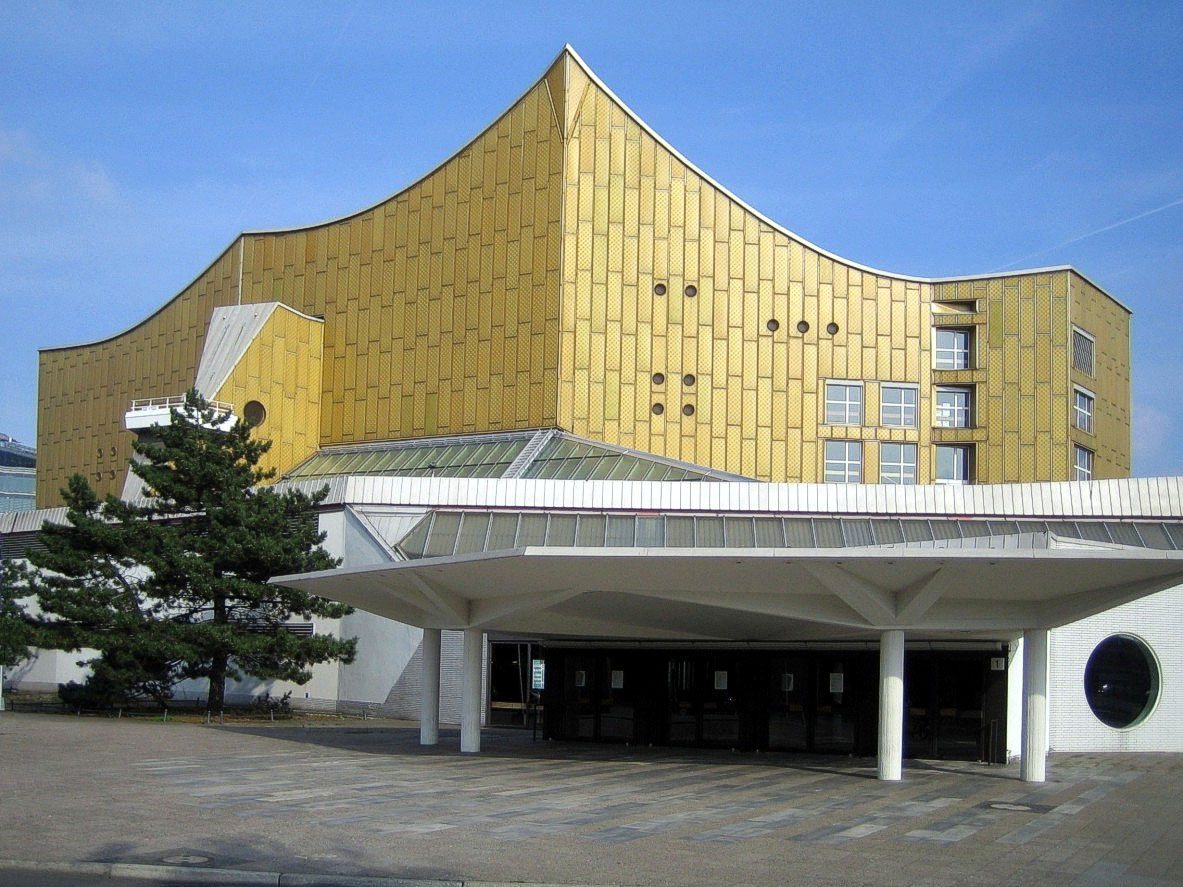
Façana de la Berliner Philharmonie per Hans Scharoun (1963)

L'Òpera de Sydney a Sydney, Austràlia, de l'arquitecte danès Jørn Utzon (1918-2008) és una de les obres més recognoscibles de l'arquitectura de la postguerra, i abasta la transició de l'art modern al postmodernisme. La construcció va començar el 1957 però no es va completar fins a 1973 a causa de problemes d'enginyeria difícils i costs creixents. Les gegantines petxines en formigó s'eleven sobre les plataformes que formen el sostre de la sala. L'arquitecte va renunciar abans que es completés l'estructura, i l'interior va ser] dissenyat en gran part després que va abandonar el projecte. La influència de l'Òpera de Sydney, es pot veure en les sales de concerts posteriors amb sostres alts fets d'acer inoxidable ondulat.
Un dels edificis més influents del període postmodern va ser la Berliner Philharmonie, dissenyada per Hans Scharoun (1893-1972) i completada en 1963. L'exterior, amb els seus sostres inclinats i la seva façana feta lliscar, era una clara ruptura amb l'anterior, més auster amb sales de concerts modernes. La veritable revolució estava dintre, on Scharoun va col·locar l'orquestra en el centre, amb el públic assegut en terrasses al seu entorn. Ell ho va descriure d'aquesta manera: «La forma donada a la sala està inspirada en un paisatge; en el centre hi ha una vall, al fons de la qual es troba l'orquestra. Prop d'ella s'eleven les terrasses, com ara les vinyes, un paisatge terrenal, el sostre d'amunt apareix com un cel». Seguint la seva descripció, les futures sales de concerts, com el Walt Disney Concert Hall de Frank Gehry a Los Angeles, i la Philharmonie de Paris de Jean Nouvel (2015) van utilitzar el terme «estil vinya» i van col·locar l'orquestra en el centre, en lloc d'en un escenari al final de la sala.

## Característiques

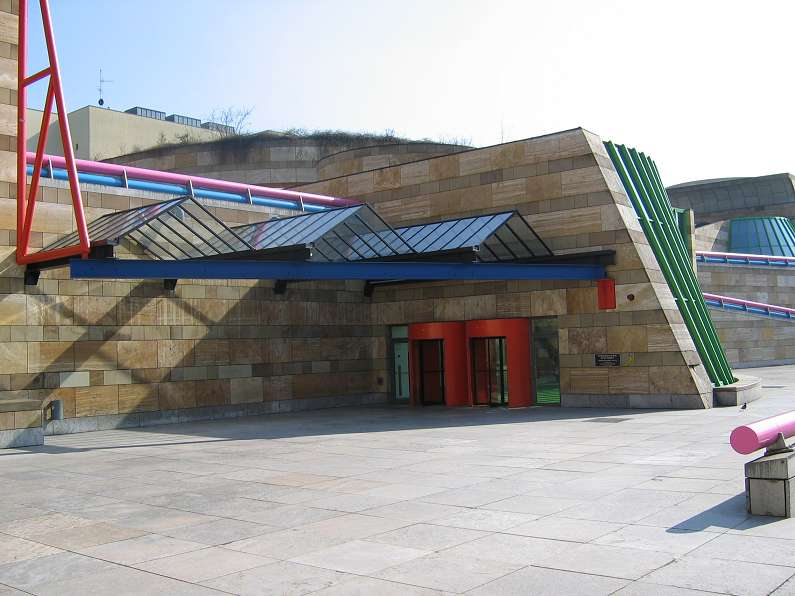
Complexitat i contradicció: la Neue Staatsgalerie de James Stirling a Stuttgart, Alemanya (1977-1984)
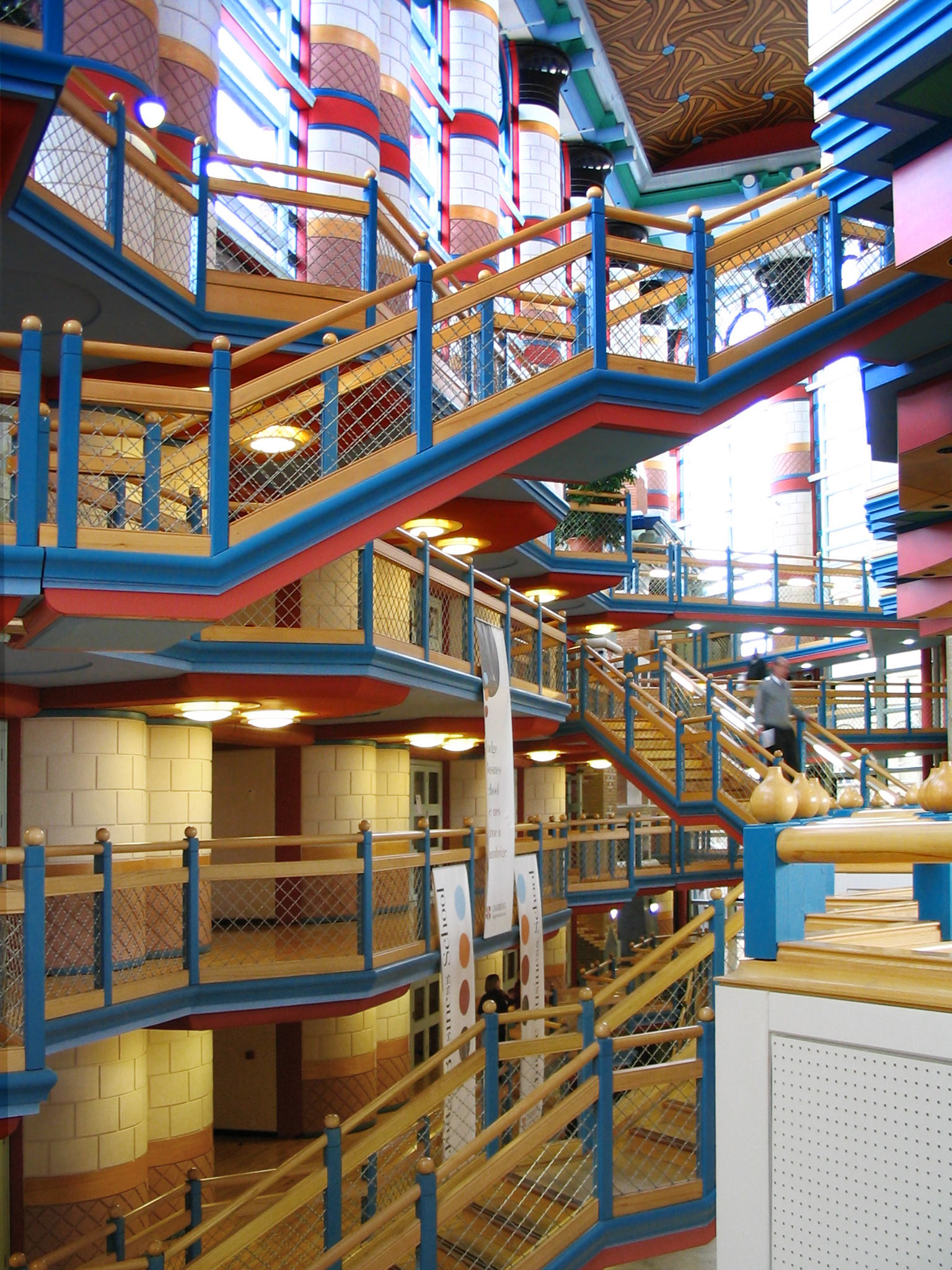
Color: interior de Cambridge Judge Business School a Cambridge, Gran Bretanya per John Outram (1995)
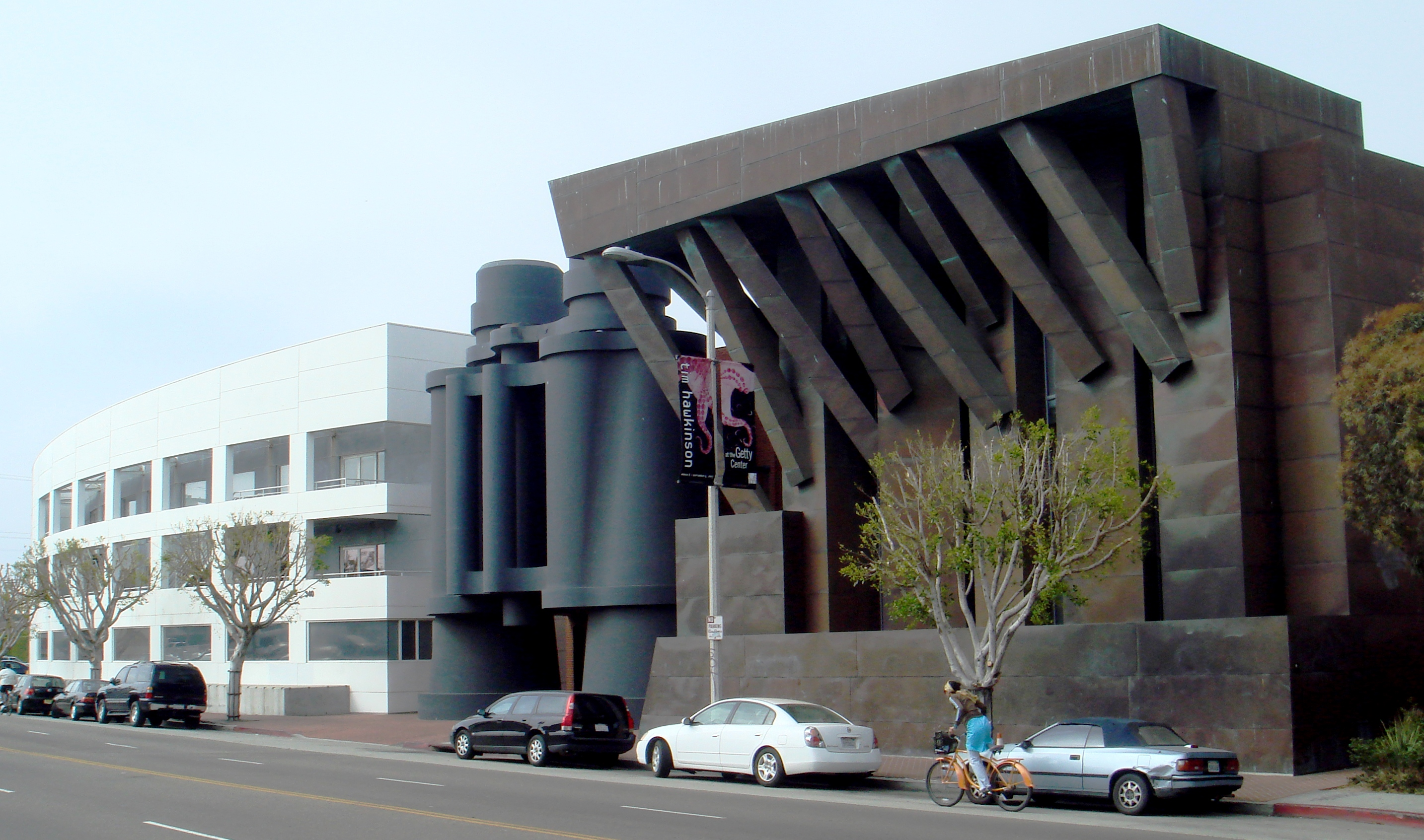
Humor: edifici de binocle al barri de Venice de Los Angeles per Frank Gehry i l'escultor Claes Oldenburg (1991-2001)
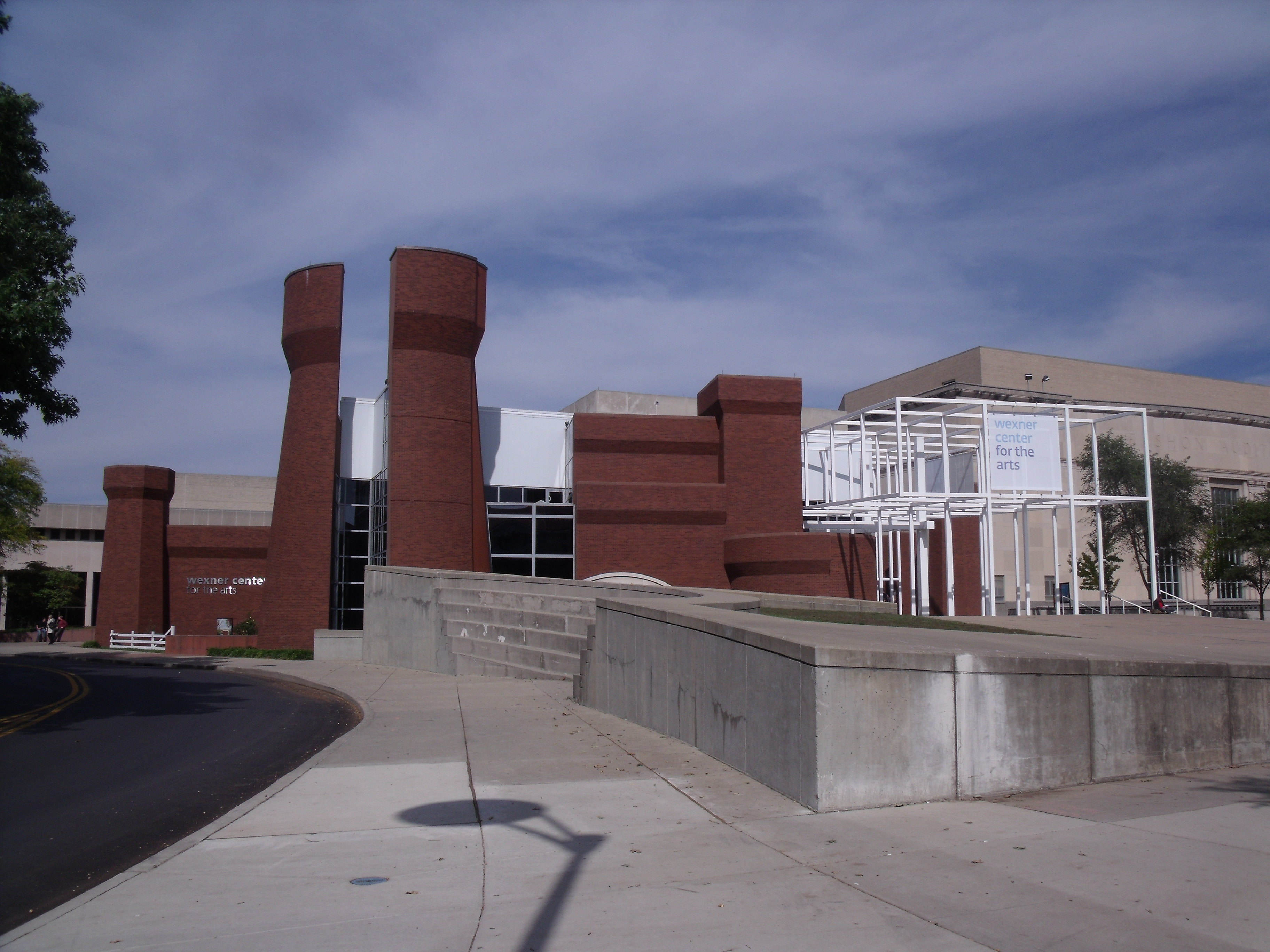
Fragmentació: Wexner Center for the Arts per Peter Eisenman (1989)
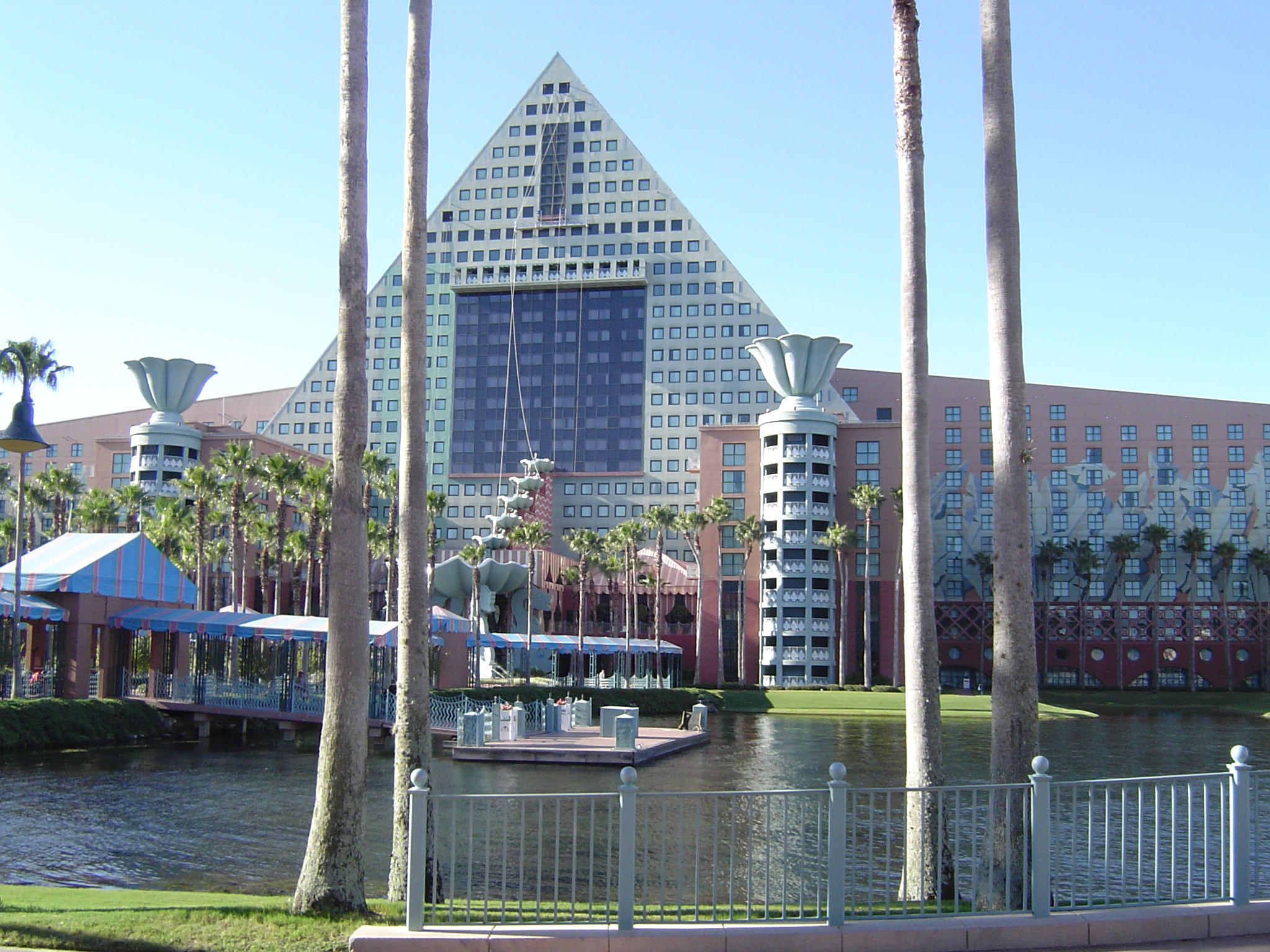
Estètica camp: Hotel Dolphin de Michael Graves, Walt Disney World Florida (1987)

### Complexitat i contradicció
L'arquitectura postmoderna va sorgir per primera vegada com una reacció contra les doctrines de l'arquitectura moderna, tal com ho van expressar els arquitectes moderns, inclosos Le Corbusier i Ludwig Mies van der Rohe. En lloc de les doctrines modernes de la simplicitat expressades per Mies en el seu famós «menys és més»; i la funcionalitat, "«la forma segueix la funció»" i la doctrina de Le Corbusier de que «una casa és una màquina per viure», el postmodernisme, en paraules de Robert Venturi, ofereix complexitat i contradicció. Els edificis postmoderns tenien formes corbes, elements decoratius, asimetria, colors brillants i característiques sovint preses de períodes anteriors. Colors i textures sense relació amb l'estructura o funció de l'edifici. Mentre es rebutjava el «puritanisme» modern, exigia un retorn a l'ornament i una acumulació de cites i collages presos d'estils passats. Va manllevar lliurement de l'arquitectura clàssica, del rococó, l'arquitectura neoclàssica, la secessió vienesa, el  moviment d'art i artesania britànic, o el Jugendstil alemany.
Els edificis postmoderns sovint combinaven [sorprenents | esfereïdores] noves formes i característiques amb elements aparentment contradictoris del classicisme. James Stirling, arquitecte de la Neue Staatsgalerie a Stuttgart, Alemanya (1984), va descriure l'estil com "representació i abstracció, monumental i informal, tradicional i d'alta tecnologia".

### Fragmentació
L'arquitectura postmoderna sovint divideix els edificis grans en diverses estructures i formes diferents, de vegades representant diferents funcions d'aquestes parts de l'edifici. Amb l'ús de diferents materials i estils, un sol edifici pot aparèixer com una petita ciutat o poble. Un exemple és el Museu Staditsches de Hans Hollein a Múnic (1972-74).

### Formes asimètriques i obliqües
Les formes asimètriques són una de les marques registrades de la postmodernitat. Al 1968, l'arquitecte francès Claude Parent i el filòsof Paul Virilio van dissenyar una església, Saint-Bernadette-du-Banlay a Nevers, França, en forma d'un enorme bloc de formigó inclinat cap a un costat. En descriure la forma, van escriure: «una línia diagonal en una pàgina blanca pot ser un pujol, una muntanya, un pendent, un ascens o una davallada». Els edificis dels sacerdots es van inspirar parcialment en fortins alemanys concrets que va descobrir en la costa francesa que havien relliscat pels penya-segats, però que estaven perfectament intactes, amb parets inclinades i terres inclinades. Les composicions postmodernistes rara vegada són simètriques, equilibrades i ordenades. Els edificis oblics que s'inclinen, i semblen a punt de caure són comuns.

### Color
El color és un element important en molts edificis postmoderns, per donar a les façanes varietat i personalitat, de vegades s'usa vidre acolorit, o rajoles de ceràmica, o pedra. Els edificis de l'arquitecte mexicà Luis Barragán ofereixen colors brillants de llum solar que donen vida a les formes.

### Humor i estètica camp
L'humor és una característica particular de molts edificis postmoderns, particularment als Estats Units. Un exemple és l'Edifici de Binoculars al barri de Venice de Los Angeles, dissenyat per Frank Gehry en col·laboració amb l'escultor Claes Oldenburg (1991-2001). La porta d'entrada de l'edifici té la forma d'uns enormes binoculars; els cotxes entren al garatge passant sota el binocle. L'humor de l'estètica camp va ser popular durant el període postmodern; era un humor irònic basat en la premissa que alguna cosa podia semblar tan dolent que era bo, —com un edifici que semblava a punt de col·lapsar. La crítica nord-americana Susan Sontagen el 1964 va definir l'estètica camp com un estil que posava l'accent en la textura, la superfície i l'estil en detriment del contingut, que adorava l'exageració, i les coses que no[eren el que semblaven. L'arquitectura postmoderna de vegades usava el mateix sentit de la teatralitat, el sentit de l'absurditat i l'exageració de les formes.

## Moviments posteriors
Després de la resposta postmoderna contra l'art modern, es van establir diverses tendències en l'arquitectura, encara que no necessàriament seguint els principis del postmodernisme. Al mateix temps, els moviments recents de New Urbanism i New Classical Architecture van promoure un enfocament sostenible cap a la construcció, que aprecia | i desenvolupa el creixement intel·ligent, la tradició arquitectònica i el disseny clàssic. Això, per contrast amb l'arquitectura moderna i globalment uniforme, així com basant-se en urbanitzacions solitàries i expansió suburbana. Ambdues tendències van començar en la dècada de 1980. El Premi Driehaus d'Arquitectura és un premi que reconeix els esforços en el Nou Urbanisme i Nova Arquitectura Clàssica, i està dotat amb un premi en diners dues vegades més alt que el Premi Pritzker del període modern. Alguns arquitectes postmoderns, com Robert AM Stern i Albert, Righter i Tittman, han passat del disseny postmodern a noves interpretacions de l'arquitectura tradicional.